# Історія Одеси (1914—1920)

«План міста Одеси» 1919 року

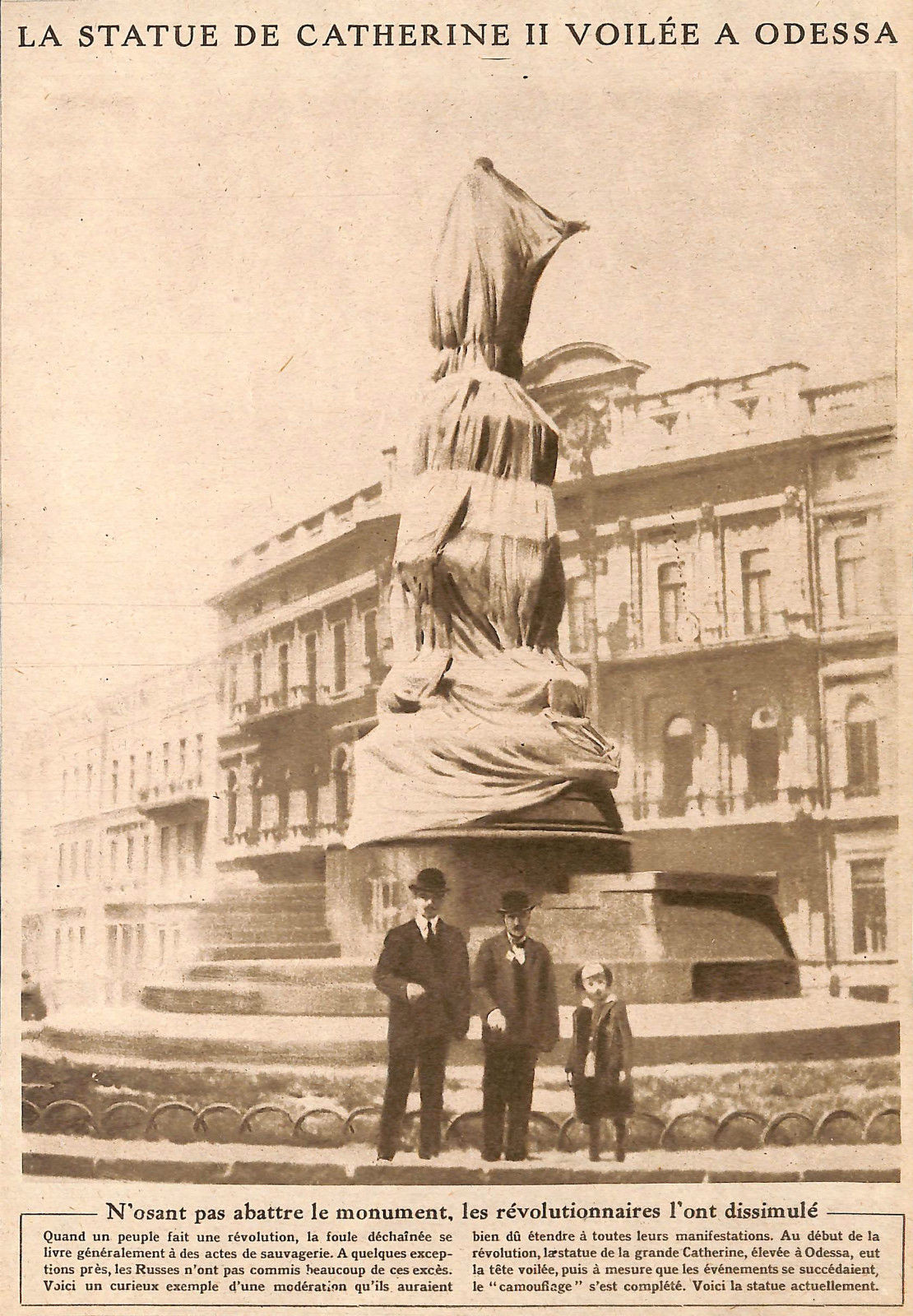
Пам'ятник засновникам Одеси задрапіровано після Лютневої революції. 1917 рік

Історія Одеси (1914—1920) — це період історії міста Одеси. Починаючи від Першої світової війни до встановлення радянської влади в місті. Період 1917—1921 рр. на південному заході колишньої Російської імперії характеризувався рядом гострих конфліктів у боротьбі за владу та зміною національно-державного устрою між різними політичними, національними та соціальними групами, що стали наслідком Лютневої революції і жовтневого перевороту 1917 року, розпаду Російської імперії та її виходу з Першої світової війни, а також спалахнувшою на її території Громадянськой війни. Події завершилися встановленням радянської влади та утворенням Української РСР.

## ВладаРосійської імперії(серпень 1914— лютий 1917)
У день проголошення війни Російською імперією 1 серпня 1914 року Одесу трясла багатотисячна патріотична маніфестація, яка, зібравшись на Соборній площі, пройшла центральними вулицями міста. Одесити бурхливо виражали свої вірнопідданські почуття, славили імперію і імператора, несли портрети імператора Миколи і короля Сербії Петра I Карагеоргієвича, клялися воювати до перемоги за батьківщину і братів — сербів. Але закінчення війни відкладалося, а після поневірянь зими 1914—1915 років настрій одеситів перемінилося. Карткова система, зникнення продуктів, мобілізація і всілякі обмеження виявилися тяжким тягарем для мешканців Одеси. Війна і масова мобілізація в Російську армію змінили соціальну структуру Одеси.
Виробництво Одеси переобладнати під військові потреби. Якщо до 1914 року в промисловості Одеси переважали текстильна й харчова галузі, обробка дерева, то в 1914 році на перше місце стала виходити металообробка. Деякі металургійні заводи збільшили своє виробництво на 200 %.
У 1914—1916 роках тільки в Одесі з'явилося до 60 підприємств, які працювали на фронт («Шрапнель», «Снаряд», «Граната» …), а 70 % усіх підприємств Одеси стали працювати на потреби фронту. За 1917—1916 рр. більш ніж удвічі збільшилася відпускна ціна продукції заводів Одеси. Особливо розрісся авіазавод «Анатра» (3-й за потужністю авіазавод в імперії, на якому працювало 2 тис. робітників і службовців). Авіазавод збирав бойові літаки як французьких конструкцій, так і літаки оригінальної заводської конструкції («Анатра-Д», «Анадіс», «Хіоні-4»), виготовивши за 1914—1918 роки до 1200 бойових літаків. Одеська військова авіашкола готувала до 100 льотчиків на рік. У 1916 році в Одесі було близько 110 тис. робітників, з них тільки 35—37 тисяч були робітниками фабрично-заводськими. Найбільшими підприємствами Одеси були Судноремонтний завод «Російського суспільство пароплавства і торгівлі» (РОПіТ) — бл. 2 тис. робітників, Джутова фабрика — 1800, завод сільгоспмашин І. Гена — 1350, завод К. Равенського — 1300, завод Товариства Белліно — Фендеріха — більше 1 тисячі, Одеські залізничні майстерні — 2 тисячі робітників.
У 1914—1915 роках Одесі не погрожували сухопутні ворожі війська, Одеса перебувала далеко від ліній фронтів. Але з моря Одеса виявилася вразливою і в одеській бухті екстрено стали створювати мінні поля. 17 жовтня 1914 року на цих мінних полях у Одеси підірвалися свої ж, російські, торгові судна «Ялта» і «Казбек». На боці німецького союзу проти Чорноморського флоту виступили флоти Османської імперії і Болгарського царства. Османський флот посилився і домагався переваги на Чорному морі, після того як прийняв під свій прапор два новітніх німецьких корабля — лінійний крейсер «Гебен» (перейменований в «Султан Явуз Селім», і крейсер «Бреслау» (перейменований в «Меділі»). Директива ставки Російської армії Чорноморському флоту ставила завданням не допустити висадки десанту на Чорноморське узбережжя. Найбільш уязвлімим районом для десанту виявився район Одеси. Для захисту цього району реанімувалися берегові укріплення, розгорнулася постановка мінних загороджень в Одеській затоці був створений загін оборони Північно-західного району Чорного моря і Одеси, у складі канонерських човнів «Донець» і «Кубанець», мінних загороджувачів «Бештау» і «Дунай», лінійного корабля Синоп.
У ніч на 29 жовтня 1914 року до Одеського порту наближалися османські міноносці «Гайрет Ватані» і «Муавенет Мілеет». Близько 3 години ранку біля Воронцовського маяка з'явилися двох кораблі, які йшли з усіма встановленими ходовими вогнями. З огляду на те що ніч була імлиста, впізнання, відбулося лише в той момент, коли ворожі кораблі вже увійшли в гавань одеського порту, де на якорях стояли «Донець» (у зовнішнього кінця брекватера), «Бештау» — у середині брекватера, «Кубанець» — між Військовим і Платонівська молами. Османські судна відкрили вогонь по канонерці «Донець», на якому стався вибух, після чого канонерка стала швидко занурюватися на дно. З «кубанців» і «Бештау» були відправлені до «Донцю» шлюпки для порятунку людей. Османський міноносець «Муавенет» відкрив вогонь по «Кубанцеві», після чого вийшов у Нафтову гавань, де став обстрілювати портові споруди. Снарядами, були пошкоджені пароплави «Витязь», «Португаль», «Оксус» та інші… Вогнем були пошкоджені: станція трамвая, цукровий завод на Пересипу, один із нафтових резервуарів у районі Нафтовий гавані, причому нафта розлилася, але не запалала. Закінчивши обстріл Нафтовий гавані міноносець знову повернувся до брекватер, але потрапив там під вогонь «Кубанця» (помічені два влучення). Продовжуючи на ходу обстрілювати порт, міноносець зник в імлі. Османський міноносець «Гайрет», пройшовши до середини гавані, відкрив вогонь по Загороджувач «Бештау», втопивши двома пострілами баржу з вугіллям, один снаряд потрапив у французьке судно. Цей міноносець деякий час обстрілював порт і незабаром після відкриття «Кубанцем» вогню, зник у морі.
Втрати російських моряків становили: на «Донці» — загинуло 12, поранено 12; на «Кубанці» — один убитий, поранено 2; на «Бештау» — вбито 2, поранено 3; на портових суднах, на портовій території та у місті вбито 11, поранено 24. Останки загиблих були поховані на другому християнському цвинтарі Одеси.
Канонерський човен «Донець» підняли в грудні 1914 року, відремонтували і ввели в дію. У роки світової війни він використовувався в бойових діях, потім у роки громадянської війни воювала на боці «червоних», «білих» та сил Антанти. З квітня 1919 року канонерка входила до складу морських сил армії Денікіна, але У травні 1919 р. човен затонув під час шторму біля Тендрівської коси.

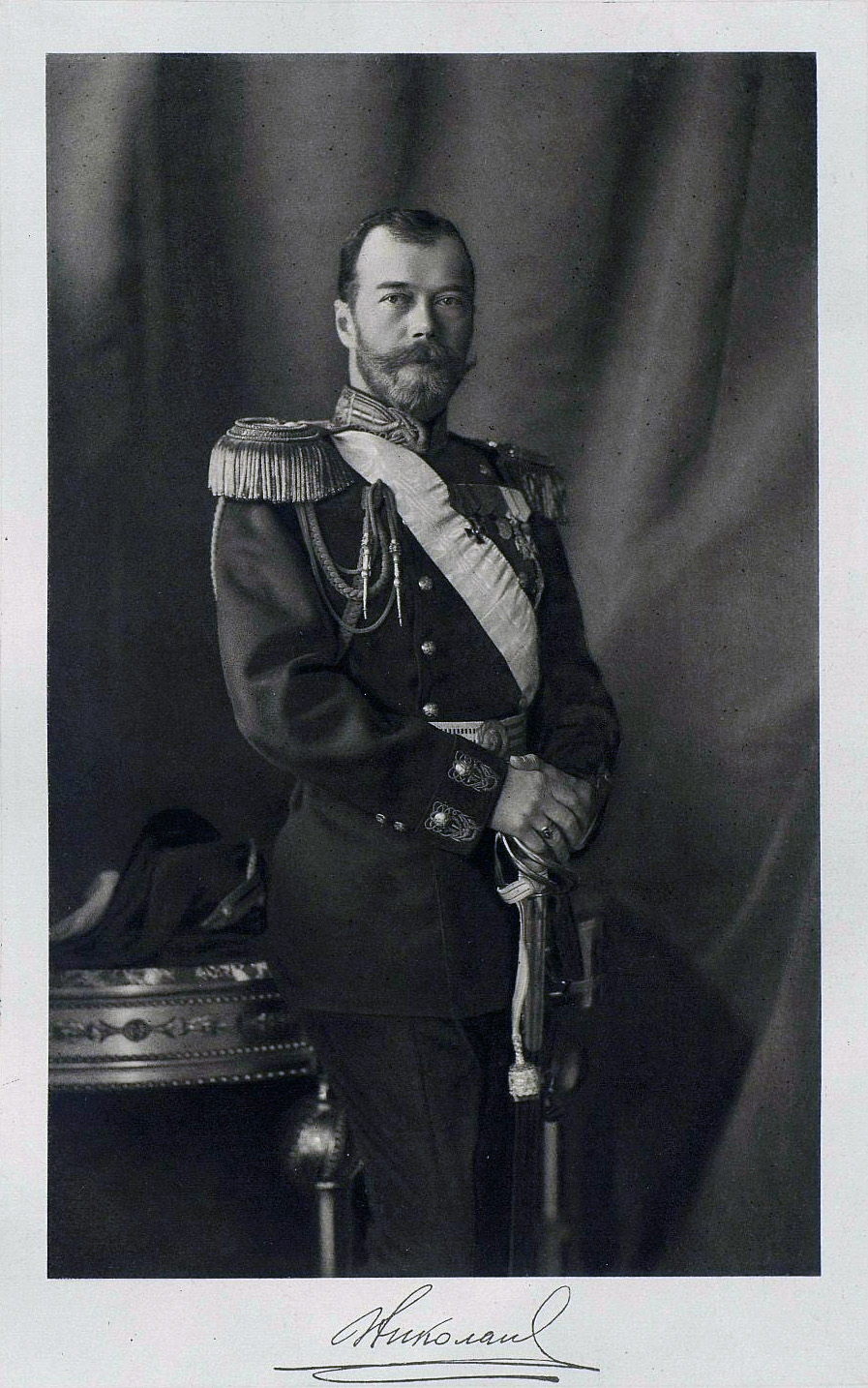
Микола II, 1913 рік

У 1915 році у Одесі підірвався на мінних загородженнях і затонув німецький крейсер, що був переданий туркам. У тому ж році Одеса стала базою військово — транспортної флотилії, що була сформована з мобілізованих судів торгового флоту (до 100 одиниць судів). Командувачем транспортної флотилією став віце-адмірал Хоменко, до того ж в Одесі пройшла реквізиція автомобілів «для потреб фронту» і мобілізація приватного кінського складу.
У середині квітня 1915 року Одесу відвідав імператор Микола II. Він привітав військовий парад на Куликовому полі, відвідав кафедральний Собор, військовий госпіталь і місцевий «Червоний хрест», дав «найвищий сніданок» для міської знаті. Майже через рік — 10 травня 1916 року імператор знову відвідав Одесу, вже з дружиною, спадкоємцем і чотирма доньками. Він знову прийняв військовий парад, відвідав офіцерський госпіталь на Куяльнику, взяв участь у насадженні дерев на новому Миколаївському бульварі.
У 1914—1917 роках корінне населення Одеси становило вже 505—520 тисяч осіб. Перепис населення у грудні 1915 року показав, що замість очікуваних 648 тисяч одеситів (така кількість фіксувалося у 1913 році) в місті проживає 505 тисяч. Зменшення жителів було пов'язано з висилкою з міста німців, австрійців і турків, з мобілізацією в армію (до 80 тисяч одеситів) і робочими переселеннями. У той же час до Одеси в 1915—1916 роках кинулися біженці з польських і прибалтійських губерній, з Галичини, Західної Волині, Західної Білорусі (до 20 тисяч осіб). В Одесі було організовано військові табори для полонених солдатів австро-угорської армії (переважно чехів, словаків, галичан та хорватів), кількість яких доходило до 5 тисяч осіб. У 1916 році в Одесі була сформована Сербська добровольча дивізія з полонених і біженців сербської національності. В Одесі знаходився і найбільший (на українських землях) військово-навчальний гарнізон (від 70 до 100 тисяч осіб). Одеса міцно утримувала першість, як найбільшого міста на українських землях і третього в усій імперії (реальне населення Одеси досягало 630 тисяч чоловік).

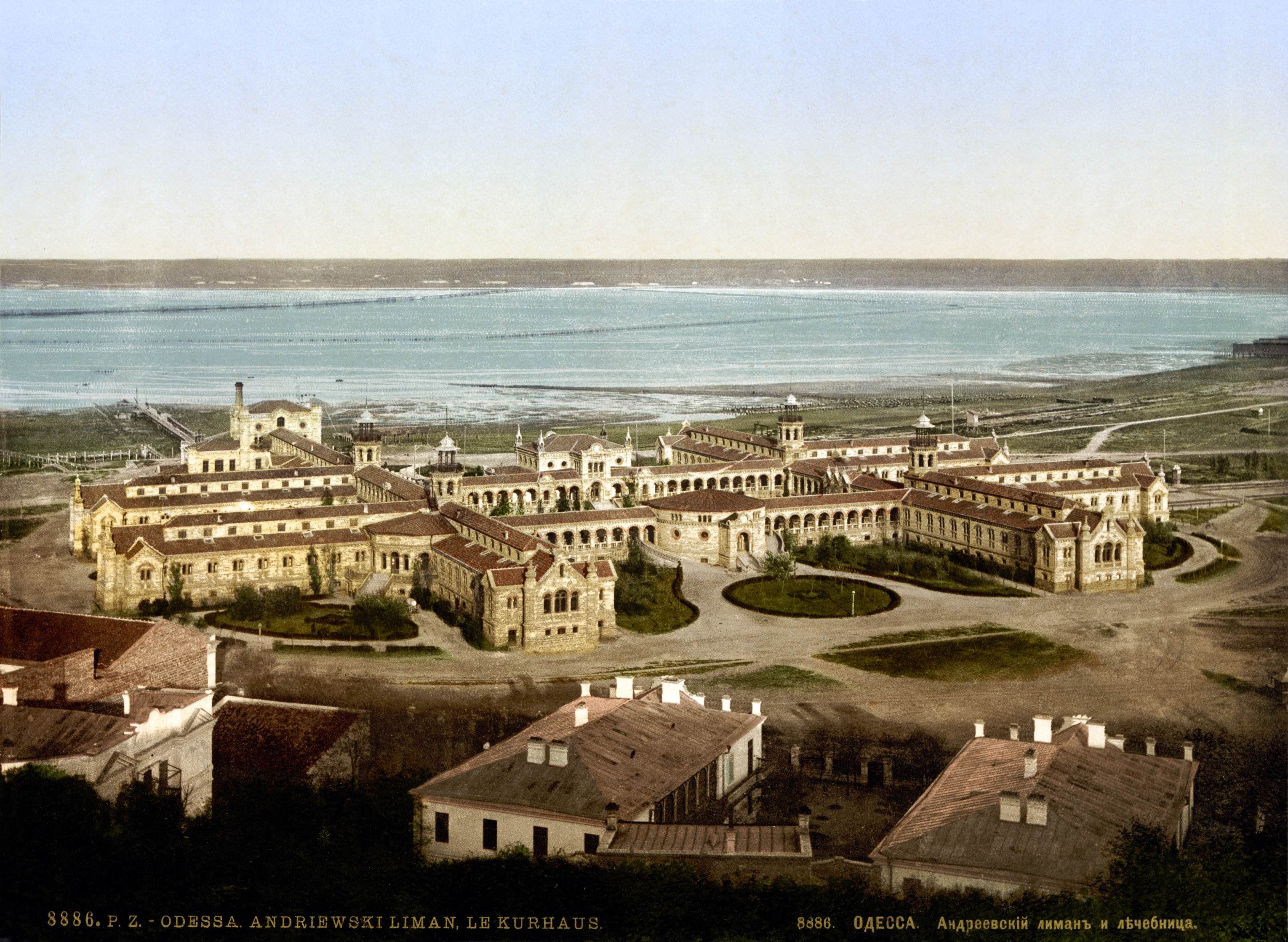
Курорт «Куяльник», 1905 рік

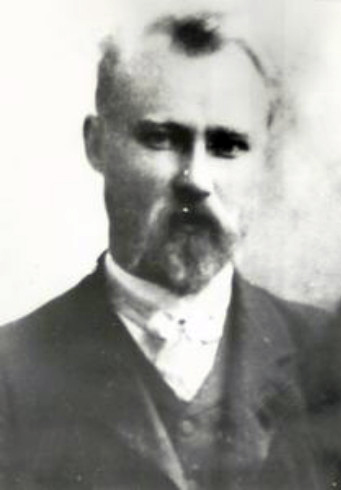
Іван Львович Липа, 1917 рік

З початком світової війни стала рости інфляція, падіння життєвого рівня населення, посилився дефіцит на ряд товарів першої необхідності (сіль, цукор, сірники). З 1914 року в Одесі (як і в усій Російській імперії) був встановлений «сухий закон», а з 1916 року продаж цукру проводилася тільки за картками. У 1914 році ціни підскочили на 10—15 %, а в 1915 році — ще на 30—35 %. Ціни на м'ясо підскочили на 50 %, на ліки — на 100 %. На зарплату робітника і дрібного службовця в 40—45 рублів в 1915 році вже неможливо було прогодувати сім'ю. Тільки в 1916 році було прийнято рішення підвищити зарплату службовцям до 75 руб. У 1915 році в Одесі спостерігався спалах висипного тифу. З осені 1916 року в місті з перебоями почали працювали електростанція і котельні. Коли ж електрика з'являлося, вона подавалося тільки до 11 вечора. На початку 1916 року до одеситів дійшла страшна звістка — у столиці помер кумир Одеси початку XX століття — Сергій Уточкін.
Водначас в Одесі з успіхом проходили курортні сезони літа 1915 і літа 1916 років. Наплив відпочивальників зріс у зв'язку з тим, що війна зробила неможливим відпочинок на європейських курортах. У цей час російська публіка відкриває для себе цілющі грязі Куяльницького лиману, в ці роки, вперше, надійшла для лікування відпочиваючих і в продаж мінеральна вода «Куяльник». На курорті «Куяльник» був організований великий оздоровчий комплекс для поранених на фронтах офіцерів.
У виробництві не військової продукції, на заводах Одеси, з 1915 року намітився спад виробництва більш ніж на 40 %, що призвело до закриття ряду підприємств. З листопада 1916 року криза обумовлює скорочення промислового виробництва більш ніж на 50 %, що призводить до закриття низки одеських підприємств і скорочення виробництва на більшості підприємств. У 1915 році імперський уряд виділив 5,5 мільйонів рублів у вигляді позики на підтримку життєзабезпечення Одеси.
З початку війни Османська імперія закрила протоки для російських суден, Одеський порт не діє, завмирає морська торгівля, скорочується виробництво, що базувалося на переробці імпортної сировини. Погіршення життєвого рівня, поразки на фронтах і нестабільність у суспільстві, починаючи з літа 1915 року, призводить до відродження страйкового рух одеських робітників, що завмер в 1914 році. В авангарді цього руху стояли робочі Одеського порту і судноремонтного заводу РОПіТ. З 1915 року уряд і підприємці були змушені піти на задоволення ряду вимог робітників: підвищення зарплати, яку поглинула інфляція та соціальне страхування робітників. Але страйки не припинилися, якщо в 1915 році в Одесі фіксувалося 12 страйків, то в 1916 році — вже 26. 1 травня 1916 року в Одесі проходила Першотравнева демонстрація трудящих. З 1916 року страйку в Одесі все більш набувають політичного характеру. На початку 1917 року відбувся страйк студентів Новоросійського університету.
Війна вдарила по господарству і правам німців — колоністів Одещини. Дії «Комітету з боротьби з німецьким засиллям» призвело до заборони викладання німецькою мовою, до обмеження землеволодіння німців — колоністів. У 1914—1916 роках в Одесі закрилися всі підприємства і заклади німецьких, австро-угорських і турецьких підданих, близько 5 тисяч таких людей було виселено з міста. Усі німецькі назви в місті і губернії, всі населені пункти з німецькими назвами в 1914—1915 роках були замінені на російські. З метою світломаскування з кінця 1914 року, наказом генерал-губернатора, в місті була заборонена світлова реклама, в будинках, вікна яких виходили на море у вечірній час, за тим же наказом, щільно закривалися віконниці, заборонялися вечірні та нічні прогулянки вздовж моря.
Для Одеси того часу характерний високий рівень злочинності, і насамперед економічної злочинів, мільйонних афер, що отримали назву «панами» (залізнична, філотелічна, цукрова, медична, військова, горілчана…). Одеса як центр торговельного, банківського, промислового капіталів притягувала численних шукачів «легкої наживи». Спекуляція в роки війни лягла важким тягарем на плечі простих одеситів. У 1915—1916 роках одеська поліція неодноразово проводила облави на спекулянтів і дезертирів. У зв'язку з введенням воєнного стану в Одесі і посиленням покарань за кримінальні злочини (аж до страти) в 1915 році відбулася криза в одеському «злодійському світі», що призвів до «добровільної евакуації злодіїв з Одеси». У районі Одеси і в самому місті в 1914—1916 роках діє загін «народного месника» або просто кримінальної бандита Григорія Котовського нападник на маєтки, багатих купців і промисловців.
В Одесі в ці роки особливий вплив набувають відділення: Військово-промислового комітету (створено в Одесі березні 1915 року), Земгора — Всеросійського Союзу земств і міст (створений в Одесі у вересні 1914 року), Товариства постачання населення предметами першої необхідності. При Військово-промисловому комітеті було створено робітничі відділи (групи). Особливий вплив в Одесі мала Міська Дума (форма демократичного міського самоврядування). Більшість «думських» діячів виступало за непорушність монархічного режиму, за збереження імперії, національної нерівності, за продовження світової війни. Представники юдейської віри Одеси не мали права займати провідні посади в міському самоврядуванні і керувати міськими господарськими службами, хоча євреї в Одесі становили до 32 % населення. У 1913—1917 роках в Одесі діяла досить «права» Міська Дума на чолі з лідером місцевих чорносотенців, титулярним радником міським головою Борисом Олександровичем Пеліканом.
Державну владу в Одесі представляв одеський градоначальник, каміргер імператорського двору і дійсний статський радник Іван Васильович Сосновський. Він керував Одесою з листопада 1911 по січень 1917 року. Хоча в 17 лютого Грецьку вулицю і перейменували на вулицю Сосновського, вже в квітні 1917 році спеціальна слідча комісія розкрила корупційні схеми його керівництва Одесою. Новим градоначальником Одеси 17 лютого був призначений генерал-майор Микола Антонович Княжевич (колишній губернатор Таврійської губернії), але він так і не доїхав до Одеси, оскільки почалвся Жовтневий переворот. З початку лютого 1917 року в. о. градоначальника став генерал Володимир Іванович Єсаулов. Генерал-губернатором Херсонської губернії в роки світової війни був генерал від інфантерії Михайло Ісайович Ебелов.
З початком світової війни діяльність «лівих» соціалістичних парій в Одесі була практично паралізована. Країну захлеснув «квасний» патріотизм, який межував із шовінізмом, що зміцнив вплив «правих» партій і авторитет царської влади. Одеський комітет РСДРП в серпні 1914 року був розгромлений, його активісти виселені з міста, вони перебували у в'язницях, засланнях, еміграції, або були призвані в армію. Аж до 1917 року одеська організація РСДРП, що налічувала близько 50 осіб, так і не могла організувати роботу в Одесі. Практично не діяли, перебуваючи в глибокому підпіллі, нечисленні анархістські групи Одеси. З соціалістичних партій тільки соціалісти-революціонери (есери), підтримавши політику війни, зуміли зберегти свій вплив у масах. На початку 1917 року есери були найпотужнішою партією Одещини, завдяки своїм групам у селянській і інтелігентському середовищі.
Помітним впливом серед інтелігенції Одеси, особливо серед студентів і викладачів, користувалася партія Конституційних демократів — кадетів, що блокувалася з нечисленною партією Народних соціалістів. Деяким впливом користувався «Союз 17 жовтня» — партія октябристів. В Одесі існувало й 3—4 таємних масонських лож.
Численних прихильників на Одещині, від люмпенів до поміщиків, мали «чорносотенні» «праві» організації (в Одесі в чорносотенних організаціях значилося до 10 тисяч членів): «Союз російського народу», «Союз справжніх російських людей», «Союз Михаїла Архангела» (останнім керував міський голова Борис Пелікан). Одним із лідерів «чорносотенців» був поміщик Аккерманського повіту, член Державної Думи Володимир Пуришкевич. Чорносотенці виступали проти демократії, соціальних змін, проти рівноправності народів. Особливим гонінням чорносотенців піддавалися євреї та «українські сепаратисти». До «правих» Одеси примикав і «Південний монархічний союз». Впливом в Одесі користувалися переважно соціалістичні єврейські партії: «Бунд», «Серп», «Поалей-Ціон», Сіоністська соціалістична робоча партія, Єврейська народна партія.
У відношенні українського руху в Одесі та на Одещині влада посилила обмеження і гоніння. Продовжували діяти цензурні заборони на публікації українською мовою, закривалися навіть культурн-просвітницькі українські організації. З легальних організацій на Одещині була дозволена тільки музично-драматична спілка «Українська хата» (відкрита в 1911 році), культурно-просвітницька діяльність якої охоплювала більш її 200 членів. У 1914 році стало можливим видання українського журналу «Основа» (три номери). Навколо «Української хати» й «Основи» групувалися одеські українські діячі заборонених «Громади» і «Просвіті», що зіграли, згодом, помітну роль в історії України: Іван Липа, Андрій Ніковський, Сергій Шелухін, Н. Чеховський, Іван Луценко, Всеволод Голубович, Іван Бондаренко. Українські патріоти підтримували тісний зв'язок із польською громадою Одеси.

## Тимчасовий уряд(1 березня— 1 листопада 1917 року)
З 1 по 3 березня 1917 року звістка про перемогу революції в Петрограді та повалення монархії сколихнула Одесу і привела до мирного переходу влади з рук царських чиновників у руки революційної демократії. 2 березня 1917 року Одеський міський голова Борис Пелікан звернувся з відозвою до населення, закликаючи до «спокою і порядку».
На відміну від Петрограда, в Одесі переворот пройшов безкровно: не було вуличних боїв і перестрілок, масових арештів «контрреволюціонерів». Тільки кілька найбільш одіозних фігур старого режиму 7—8 березня 1917 року були посаджені під арешт (міський голова Борис Пелікан і його заступник Л. Мечников, начальник розшукової поліції Гіршфельд і його заступники. Загалом було заарештовано 14 осіб. Більшість старих одеських поліцейських було надіслано на фронт, жандармське управління було розформовано, а на одеських вулицях їх замінили загони народної міліції, що складалися переважно зі студентів на чолі з начальником міліції професором університету Зав'яловим. Незабаром в Одесі розпочала роботу слідча комісія сенатора С. Трегубова, що розслідувала корупційну і антидемократичну і реакційну діяльність колишніх градоначальників Толмачова та Сосновського, колишнього міського голови Пелікана. У перші дні революції пам'ятник Катерині Другій був закритий величезним полотнищем — щоб не дратувати «революційну публіку».
На зборах представників громадськості та самоврядування у виконуючого обов'язки Одеського градоначальника генерала В. І. Есаулова був сконструйований новий революційний орган влади. Влада в Одесі перейшла до революційного Тимчасовому уряду Росії і до місцевого Одеському Комітету громадських організацій або Цивільного комітету (орган Тимчасового уряду при міській Думі). Усі громадські та політичні організації міста направили до Цивільного комітет своїх представників. Після ліквідації старої міської Думи Цивільний комітет став керувати життям Одеси до виборів нової Міської Думи. Серед українських лідерів членами Громадянського комітету стали Іван Луценко і Сергій Шелухін.
Партія кадетів (лідери — журналіст Б. Веліхов, С. Штерн) навесні 1917 року була найбільш активною в Одесі: в Одесі знаходився Обласний комітет партії об'єднує кадетів Херсонської, Таврійської та Бесарабської губерній, в Одесі виходило кілька газет кадетів, під їх впливом виявилося кілька впливових громадських організацій, міська Дума, цивільний комітет. Для організації виборів до Одеської Рада вже 4 березня 1917 року було створено Організаційне бюро куди увійшли меншовики І. Гніденко та І. Боркун, бундовка Е. Бернштейн, есер Ш. Гольдін, більшовики І. Волков і В. Ексла, безпартійний О. Борисов. Кожна фабрика чи завод на якому працювало від 50 до 100 осіб обирала до ради одного депутата, якщо виробництво було велике то один депутат обирався від кожних 100 робітників. Найбільшим підприємством Одеси залишалися заводи РОПіТ — понад 2 тис. робітників.
У вечері 6 березня 1917 року в приміщенні «Народної аудиторії» (нині будівля кінотеатру «Родіна») відбулося перше засідання Ради робітничих депутатів Одеси (225 делегатів від 50 фабрик і заводів), на якому був обраний Виконком із 23 осіб (в основному з представників партій меншовиків та Бунду, у складі першого виконкому Одеської Ради було 3 більшовика) та голова Виконкому І. Гнєденко. Незабаром виконком Ради розрісся до 48 членів (з них 7 більшовиків). Рада делегувала до складу Громадського комітету Одеси 4 депутатів Ради, що представляли партії меншовиків та есерів (Гніденко, Дудюк, Фельдман, Боркун). До складу Одеської Ради було обрано 1015 депутатів. Членів Ради — меншовиків налічувалося 194 особи, есерів — 232 особи, більшовиків — 18, 102 делегата представляли інші партії, а 366 — були безпартійними. Цікаво, що справжніх робітників «від верстата» в Одеському Раді робітничих депутатів виявилося, трохи більше половини — 520, решта депутатів були інтелігентами, службовцями, представниками вільних професій, безробітними, тощо. При Одеській Раді працювали відділи: робоча, селянська, військова, фінансова, агітаційна, видавнича, юридична, громадської безпеки, робочої міліції, Червоної гвардії, міського господарства, адміністративна, а так само комісії: мандатна, продовольча, ревізійна. Нова Рада послала вітальну телеграму до столиці — революційному Тимчасовому уряду, вітаючи його з перемогою здобутої «над темними силами країни».
Наступного дня, над Воронцовським палацом, став розвиватися червоний революційний прапор. Воронцовський палац до 18 березня став «штабом революції» в Одесі. Незабаром стали виходити нові газети «Известия Одеської Ради» і «Південний робітник» (орган Одеського комітету РСДРП) в редакції якої були меншовики. 17 березня робочі Одеси стали встановлювати на підприємствах 8-ми годинний робочий день, що був офіційно затверджений владою 20 березня 1917 року.

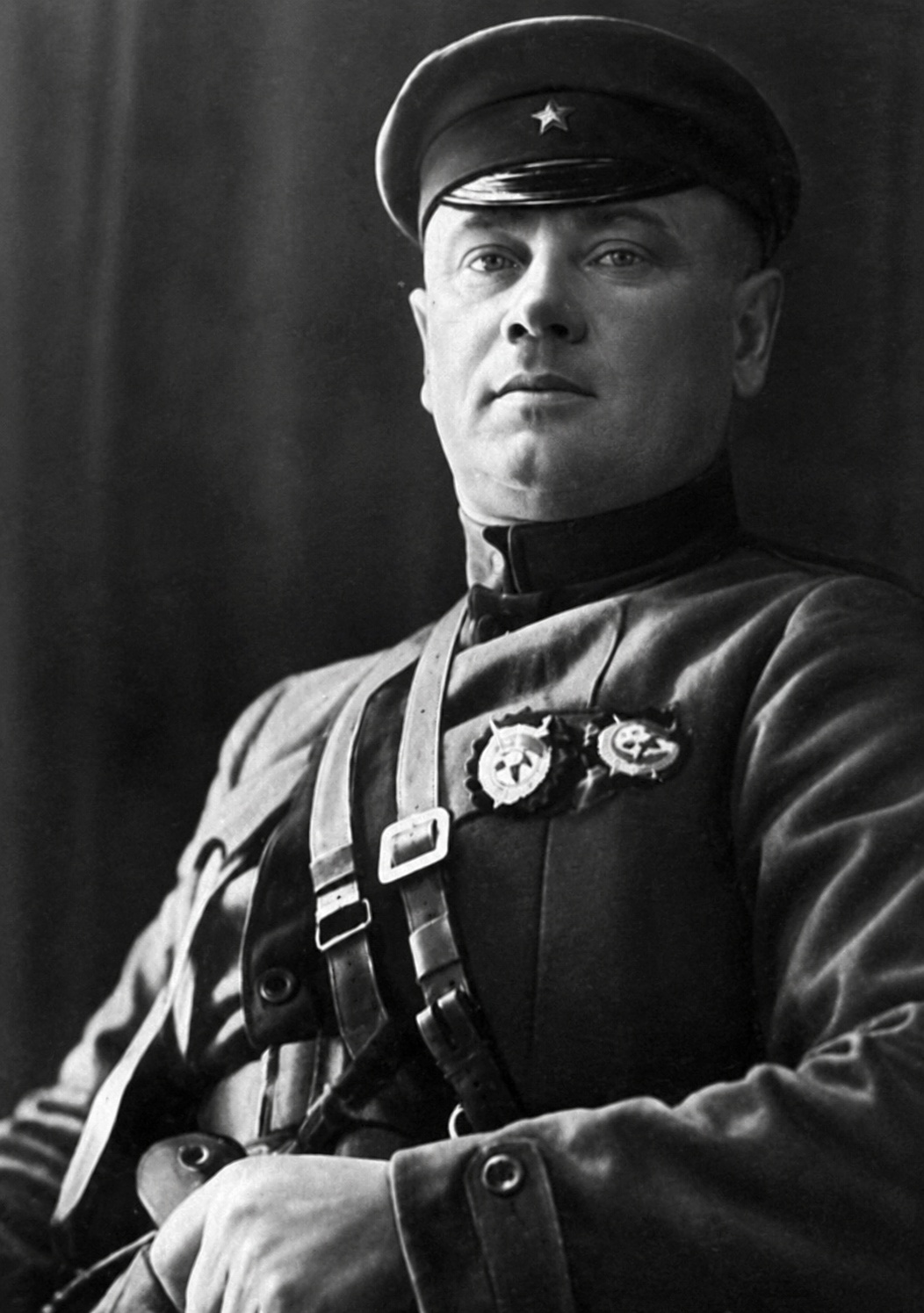
Котовський Григорій Іванович

12 березня 1917 року була організована Рада солдатських і офіцерських депутатів (голова — есер, капітан броненосця «Синоп», капітан 1-го рангу О. Зарудний). Рада матроських і офіцерських депутатів незабаром об'єднався з солдатською. Тоді ж виникли: Рада трудової інтелігенції і Селянський Рада Одеського повіту. У травні 1917 року на засіданні Одеського виконкому Рад Олександр Керенський (один із лідерів Тимчасового уряду) пропонував широку коаліцію сил і злиття робочого солдатського і селянського Рад. З 911 членів Одеської Ради робітничих депутатів, що вказали свою партійність, представників партії есерів було 232 людини, соціал-демократів-меншовиків (різних фракцій) — 194, фракції більшовиків — 18, інших партій — 102, безпартійних — 366. Робітники в робочому Раді Одеси склали — 520 людини, інтелігенти і службовці — 391.
11 березня на 17-му на засіданні Громадянського комітету новим «тимчасовим» Міським головою був обраний інженер і кадет Михайло Брайкевич, заступником Брайкевича став меншовик В. Богуцький, революційним губернатором став начальник Одеського військового округу генерал Д. Ебел, виконуючим обов'язки градоначальника — генерал У. Єсаулов, комісаром міліції — професор Д. Михайлов. Комендантом міста став прапорщик есер Рязанов. Одночасно було вжито необхідних заходів щодо захисту завоювань революції, була створена Комісія громадської безпеки, що контролювала охорону стратегічних об'єктів. Революційні студенти домоглися відставки реакційного ректора Одеського університету Д. Кішенського. З в'язниць були звільнені всі політичні в'язні. Командувачем Одеським військовим округом був призначений генерал Д. Ебел (з серпня 17-го — генерал П. Феліцин), а начальником штабу округу — генерал Никанор Олександрович Маркс або як його звали в Одесі «червоний генерал». Військовим комісаром Тимчасового уряду в Одесі став Н. Харіто, а військово — морським комісаром М. Шрейдер. 19 березня в Одесі відбулося Українське Віче яке зібрало більше 700 одеситів. Віче відкрив Володимир Чехівський. З березня 1917 року в Одесі став видаватися журнал «Українське слово» (за ред. Лідера місцевої УСДРП Володимира Чехівського). В Українську Центральну Раду від Одеси було обрано: Іван Луценко, І. Романенко, Володимир Чехівський, Всеволод Голубович, Пелішенко, Кущ, Чорнота. Главою українського Керівного комітету став Сергій Шелухін. 13 квітня в Одесі була створена Губерніальна українська Рада, в якій провідну роль відігравали українські соціал-демократи і українські есери, головою Ради став Володимир Чехівський. 28 червня в місті пройшов український Національний з'їзд на якій з усією Херсонської губернії зібралися близько 200 делегатів.

У перших числах березня ворота одеської в'язниці відчинилися для декількох сотень політичних в'язнів. Прокурор Одеської судової палати Яковлєв та прокурор Одеського окружного суду Кондратьєв особисто виконали розпорядження міністра юстиції Тимчасового уряду Олександра Керенського, оголосивши політичним в'язням телеграму революційного міністра і особисто передавши кожному звільненому «привіт від імені міністра». 8 березня 1917 року в Одеській в'язниці спалахнув бунт ув'язнених. Результатом бунту стали нові тюремні «революційні» порядки. Газети тоді повідомляли: 
«Всі камери відкриті. Усередині огорожі немає жодного наглядача. Введено повне самоврядування ув'язнених. На чолі в'язниці Григорій Котовський та помічник присяжного повіреного Звонкін. Котовський люб'язно водить по в'язниці екскурсії».

У березні сімнадцятого в кафе «Саратов» 40 кримінальних «авторитетів» Одеси і округу провели свою конференцію. Котовський тоді віщав:
Ми з тюремного замку послані закликати всіх об'єднатися для підтримки нового ладу. Нам треба піднятися, отримати довіру і звільнитися. Нікому від цього небезпеки немає, ми хочемо кинути своє ремесло і повернутися до мирної праці.
Від імені злодіїв він звертався до одеської влади з проханням відправити всіх кримінальників на фронт «захищати революційну батьківщину». 30 квітня Котовський відіслав прокурору нове прохання — амністувати його як політв'язня та відправити на фронт. 5 травня 1917 року Котовський нарешті був умовно звільнений, з умовою негайного відправлення на фронт.

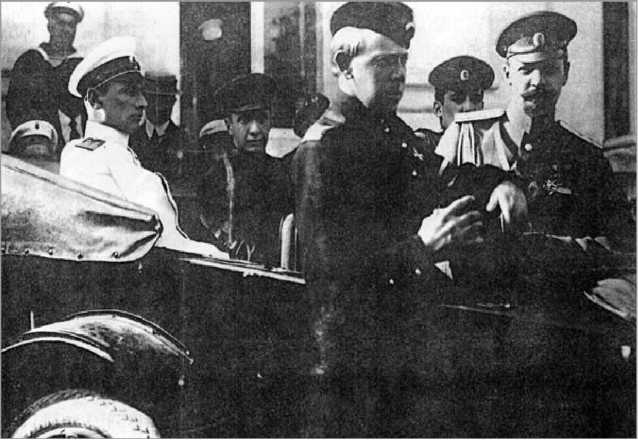
приїзд до Одеси Олександра Колчака та Олександра Керенського, 15 травня 1917 року.

10 травня 1917 року, в Одесі, відкрився Перший з'їзд Рад Румунського фронту, Одеського округу та Чорноморського флоту, в якому взяв участь Олександр Керенський (тоді військовий міністр) та Олександр Колчак (тоді революційний командувач Чорноморським флотом).
У квітні 1917 року на заводах міста почали створюватися загони червоної гвардії, яки виконували функції робочої міліції для охорони революційних завоювань від контрреволюції та захисту від погромів. Спочатку ці загони були лояльні до влади і в їх керівництво входили меншовики, більшовики та есери.
У цей же час в Одесі почав формуватися рух за українізацію армії — було створено місцеву Українську військову Раду на чолі з І. А. Луценка, до якої увійшли делегати від солдатів Одеського гарнізону та матросів чорноморського флоту. У червні було отримано дозвіл на створення українських армійських рот, а у серпні було сформовано перший Український гайдамацький курінь (командир — підполковник В. Р. Поплавко).
10 травня (23 травня)—27 травня (9 червня) 1917 року на 1-му фронтовому та обласному з'їзді рад, що пройшов в Одесі, був обраний центральний виконавчий комітет рад румунського фронту, чорноморського флоту та Одеси — Румчород. Більшість у першому скликанні Румчерода складали есери та меншовики. Румчерод прагнув стати органом влади в «прифронтових районах» і контролювати не лише армію та флот румунського фронту, а й землі Бессарабії та Одещини.
Влітку 1917 року, у зв'язку зі звільненням із ув'язнення багатьох кримінальникив, бандитизм в Одесі прийняв загрозливі розміри. Розвал армії призвів до появи в Одесі та околицях десятків тисяч дезертирів. Солдати продавали зброю, привезену з фронту, що сприяло озброєнню банд та різних псевдореволюційних загонів. З серпня Одесу захлеснули погроми магазинів та складів, пограбування, перестрілки. Анархісти чинили самочинні реквізиції.
6 серпня 1917 року в Одесі були проведені вибори до міського самоврядування. За їх результатами з 24 виборчих списків явну перевагу отримала партія російських есерів, здобувши 68 місць у думі (за іншими даними 65).
Блок меншовиків та більшовиків отримав значно меншу підтримку з боку одеситів (6-те місце), що дало можливість провести до думи 11 гласних.
Достатньо потужним електоральним успіхом могли похизуватися кадети, на яких зробив ставку «Союз земельних власників». Вони отримали 15 мандатів, приблизно стільки ж голосів одесити віддали за єврейський блок.
```
Відносного успіху добився український соціалістичний блок, який, посівши 5-е місце, делегував у думу п'ятьох гласних, зокрема Володимира Чехівського та Всеволода Голубовича.
```

Головою Думи став І. Лордкіпанідзе (ПСР), а В. Голубовича (УПСР), Б. Кондратьєва (Партія народної свободи), Ґ. Лур'є (РСДРП(м)), Е. Захаржевського (Польська соціалістична робітнича спілка), М. Мишкіна (Об'єднана єврейська соціалістична робітнича партія) було обрано заступниками [30]. Міським головою дума обрала В. Сухомліна, заступниками Б. Фрідмана і С. Лазаровича. Втім, останній вже за місяць за станом здоров'я подав у відставку [31]. Не довго очолював Одесу й В. Сухомлін, який з «причин особистого характеру» написав заяву про демісію, що на цілих півроку обезголовило міське самоврядування, а його повноваження перейшли спочатку до Б. Фрідмана, а згодом Б. Кондратьєва, які виконували обов'язки міського голови аж до 25 січня 1918 року, коли вказану посаду перебрав В. Богуцький.
Корніловський заколот, який мав ціль встановлення військової диктатури та «наведення порядку», не оминув і Одесу, проти заколоту відкрито виступив начальник штабу Одеського округу генерал М.Маркс (наприкінці вересня військовий округ). З 28 серпня по 4 вересня (за старим стилем) в Одесі діяв коаліційний Тимчасовий Ревком із представників Одеської Ради та Румчерода, міського самоврядування, українських та єврейських соціалістичних партій, есерів, меншовиків, більшовиків. Ревком контролював охорону важливих об'єктів, організував арешт «підозрілих контрреволюціонерів», закрив «праву» газету «Південна Русь». Боротьба з корнилівщиною призвела до підвищення авторитету більшовиків, «більшовізації» рад та поступового переходу загонів Червоної гвардії під контроль більшовиків.
Одночасно посилювалися позиції Центральної Ради. Її прихильниками було сформовано 3 курені гайдамаків, кінний гайдамацький полк, українізувалися артилерійська батарея, кулеметний полк. У жовтні розпочалася українізація штабу ОВО, артилерійського та піхотного училищ, школи прапорщиків, кількох запасних полків. Солдати, які підтримували Центральну Раду, було зведено до Одеської гайдамацької дивізії (близько 6 тис. солдатів). Українські прапори також були підняті над есмінцями «Завидний» та крейсерах «Пам'ять Меркурія» та «Світлана», що стояли в Одеському порту та на рейді.

## Жовтневий переворот
| Зміна влади в Одесі в 1917—1920 роках | Зміна влади в Одесі в 1917—1920 роках | Зміна влади в Одесі в 1917—1920 роках | Зміна влади в Одесі в 1917—1920 роках | Зміна влади в Одесі в 1917—1920 роках | Зміна влади в Одесі в 1917—1920 роках | Зміна влади в Одесі в 1917—1920 роках | Зміна влади в Одесі в 1917—1920 роках | Зміна влади в Одесі в 1917—1920 роках | Зміна влади в Одесі в 1917—1920 роках | Зміна влади в Одесі в 1917—1920 роках | Зміна влади в Одесі в 1917—1920 роках | Зміна влади в Одесі в 1917—1920 роках |
| Рік                                   | с                                     | л                                     | б                                     | к                                     | т                                     | ч                                     | л                                     | с                                     | в                                     | ж                                     | л                                     | г                                     |
| ------------------------------------- | ------------------------------------- | ------------------------------------- | ------------------------------------- | ------------------------------------- | ------------------------------------- | ------------------------------------- | ------------------------------------- | ------------------------------------- | ------------------------------------- | ------------------------------------- | ------------------------------------- | ------------------------------------- |
| 1917                                  | РІ                                    | РІ                                    | Тимчасовий уряд Росії                 | Тимчасовий уряд Росії                 | Тимчасовий уряд Росії                 | Тимчасовий уряд Росії                 | Тимчасовий уряд Росії                 | Тимчасовий уряд Росії                 | Тимчасовий уряд Росії                 | Тимчасовий уряд Росії                 | УНР                                   | УНР                                   |
| 1918                                  | ОРР                                   | ОРР                                   | ОРР                                   | Українська Держава                    | Українська Держава                    | Українська Держава                    | Українська Держава                    | Українська Держава                    | Українська Держава                    | Українська Держава                    | ДА                                    | ДА                                    |
| 1919                                  | ДА                                    | ДА                                    | ДА                                    | ТРСУУ/УРСР                            | ТРСУУ/УРСР                            | ТРСУУ/УРСР                            | ТРСУУ/УРСР                            | ТРСУУ/УРСР                            | ДА                                    | ДА                                    | ДА                                    | ДА                                    |
| 1920                                  | ДА                                    | УРСР                                  | УРСР                                  | УРСР                                  | УРСР                                  | УРСР                                  | УРСР                                  | УРСР                                  | УРСР                                  | УРСР                                  | УРСР                                  | УРСР                                  |

Повідомлення про повстання у Петрограді викликало паніку серед обивателів Одеси та агресивність серед радикалів. Більшовики, ліві есери, анархісти та максималісти стали вимагати встановлення в Одесі «пролетарської диктатури». Однак Румчород, де зберігалася меншовицько-есерівська більшість, засудив петроградськи події. Одеська українська рада (слід за київською Центральною радою) також засудила петроградські події, тоді як Одеська Рада зайняла нейтральну позицію.
Створення УНР

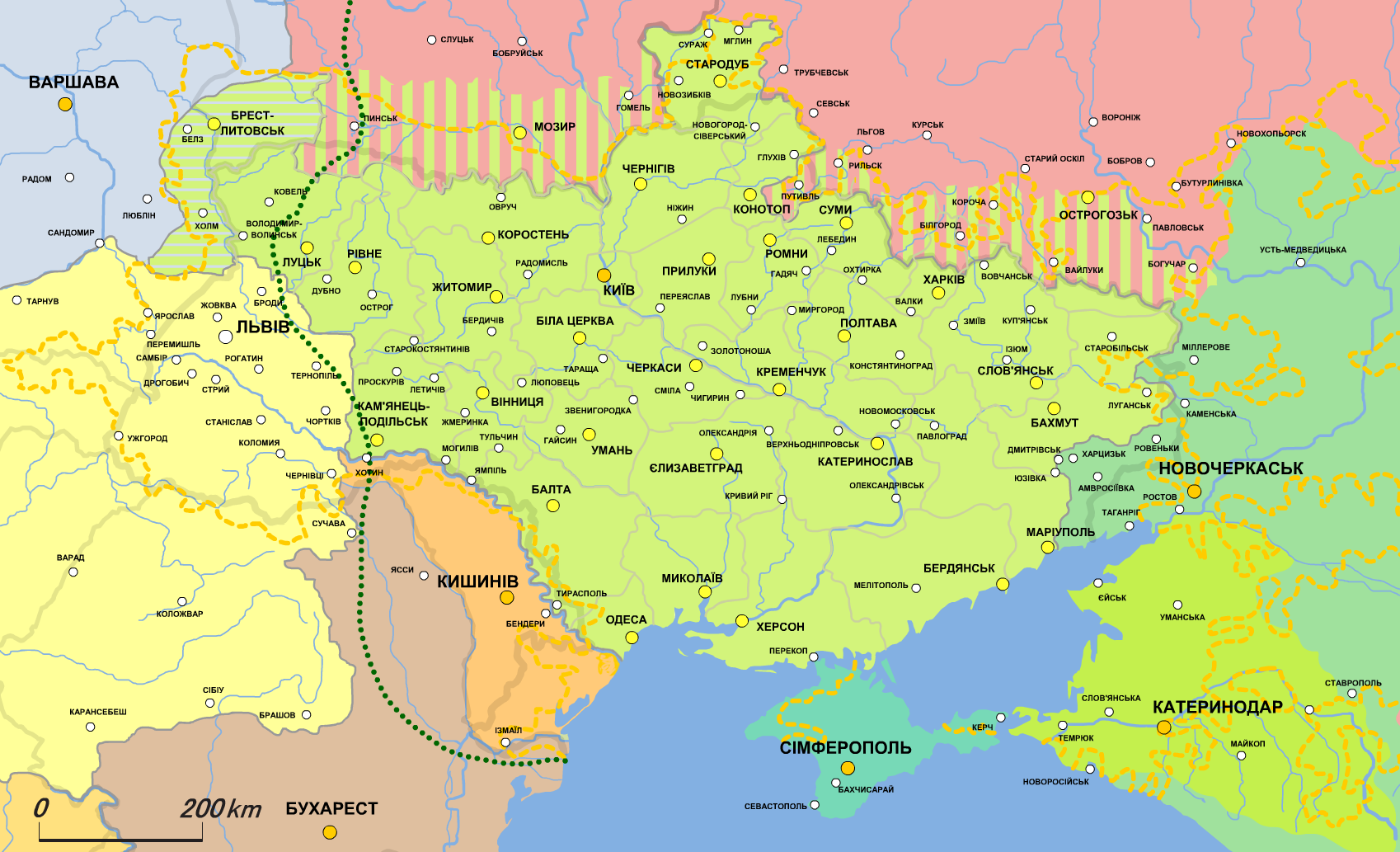
Українська Народна Республіка у межах, визнаних Центральними державами (лютий 1918 року)
Кордони УНР за договором
Спірні території
Межі проживання українців
Кордони просування німців восени 1917
Підляшшя, передане УНР
Радянська Росія
Донський крайовий уряд
Кубанський крайовий уряд
Кримско-татарський уряд
Австро-Угорська монархія
Польска регентська рада
Королівство Румунія
Молдавська народна республіка
Сербія

7 (20) листопада 1917 року в Києві за рішенням Малої ради було прийнято Третій Універсал, в якому проголошувалося створення Української Народної Республіки у федеративному зв'язку з Російською Республікою. Було заявлено про включення до складу УНР територій, більшість населення яких становлять українці, зокрема Херсонської губернії та Одеси.
Для підтримки порядку в Одесі було знову сформовано коаліційний обласний Ревком із представників Ради, Румчорода, Української Ради, керівників ОВО, лідерів соціалістичних партій. Ревком ухвалив рішення про входження Одеси до складу УНР. Влада Центральної Ради в Одесі здійснювалася через українську Губернську раду (керівник І. М. Луценко), урядового комісара УНР підполковника В.Поплавка, голови Ревкому Одеси В. Чеховського. Комітет з охорони революції при Одеській українській раді встановив контроль над арсеналами та стратегічними об'єктами міста. Командувач Одеським військовим округом генерал Н.Маркс, за вказівкою якого раніше зі складів округу було видано зброю загонам Червоної гвардії, робочої міліції та більшовизованим частинам гарнізону, був змушений залишити свою посаду. Українську орієнтацію Одеси підтримав тво командувача округу генерал-майор Г.Єлчанінов.
Румчород, не підтримавши більшовицьке повстання в Петрограді, не визнав верховної влади Центральної Ради над півднем України. Таку ж позицію зайняла більшість Одеської Ради, міської Думи, місцевої організації більшовиків, меншовиків, анархістів, есерів, єврейського бунду.
Генералу Д. Г. Щербачову, фактичному головнокомандувачу арміями румунського фронту, деякий час вдавалося стримувати розкладання військ фронту, викликане впливом революційних подій та більшовицької агітації. Він досяг того, що фронтовий комітет 30 жовтня (12 листопада) ухвалив рішення про невизнання радянської влади. У листопаді Щербачов підтримав рішення Центральної ради про об'єднання військ південно-західного та румунського фронтів колишньої РІА в єдиний Український Фронт і був призначений командувачем військ Українського фронту армії УНР.
У ніч на 1 (14 грудня), у зв'язку з чутками, що поширилися, про готування роззброєння гайдамаками одеської червоної гвардії, до 300 червоногвардійців і матросів зайняли вокзал і захопили гараж військ Центральної Ради. Також червоногвардійці спробували підняти проти Центральної ради сербські підрозділи, розквартировані в Одесі, а також штурмувати штаб військового округу. Військові моряки з крейсера «Алмаз», де був штаб повстання, підтримавши більшовиків, спробували захопити Англійський клуб, який був місцем засідання Одеської Української Ради. Для відображення виступу до центру міста були направлені загони «гайдамаків», — озброєних формувань сформованих із прихильників Центральної Ради.
Перестрілки між гайдамаками та червоногвардійцями почали виникати у центрі Одеси, біля вокзалу та штабу округу. Повсталим не вдалося захопити стратегічні об'єкти та витіснити українські частини з міста. 3 (16 грудня) 1917 до Одеси прибули 4 ешелони з військами Центральної Ради. Щоб припинити кровопролиття, було створено «примирливий» Тимчасовий об'єднаний комітет Рад із представників Одеської Ради та Одеської Української Ради та Тимчасове революційне бюро з представників Румчорода, штабу округу, Центральної ради та комісара Тимчасового уряду. Після цього війська Центральної Ради взяли під свій контроль усі стратегічні об'єкти Одеси.
За вказівкою радянського Головковерха М. В. Криленка від 3 (16) грудня року, перше скликання Румчорода було розпущено. 2-й фронтовий та обласний з'їзд Рад, що відбувся в Одесі 10—23 грудня 1917 року (23 грудня 1917—5 січня 1918 рр.), висловився проти Центральної Ради, визнав радянську владу і обрав новий склад Румчерода, до якого увійшли 70 більшовиків, 55 лівих есерів, 23 представники селянських організацій та 32 представники від інших фракцій. Головою виконкому Румчорода був обраний В. Г. Юдовский.
Румчород проголосив себе вищою владою в Південно-Західній області (Бессарабії та Херсонської губернії) і на румунському фронті, взяв на себе керівництво всіма революційними армійськими частинами фронту.
У жовтні 1917 року Одеса входить до складу УНР, але її політико-правовий статус в Українській державі був дискусійним — принаймні до остаточної її окупації більшовицькими військами.

| Більш очевидною стала ситуація після проголошення УНР. Оприлюднення ІІІ Універсалу мало неабияке значення для побудови системи влади в Одесі, оскільки місцеві українські організації почали більш рішуче ставити свої вимоги щодо управління краєм, виконуючи ... указівки Центральної Ради |

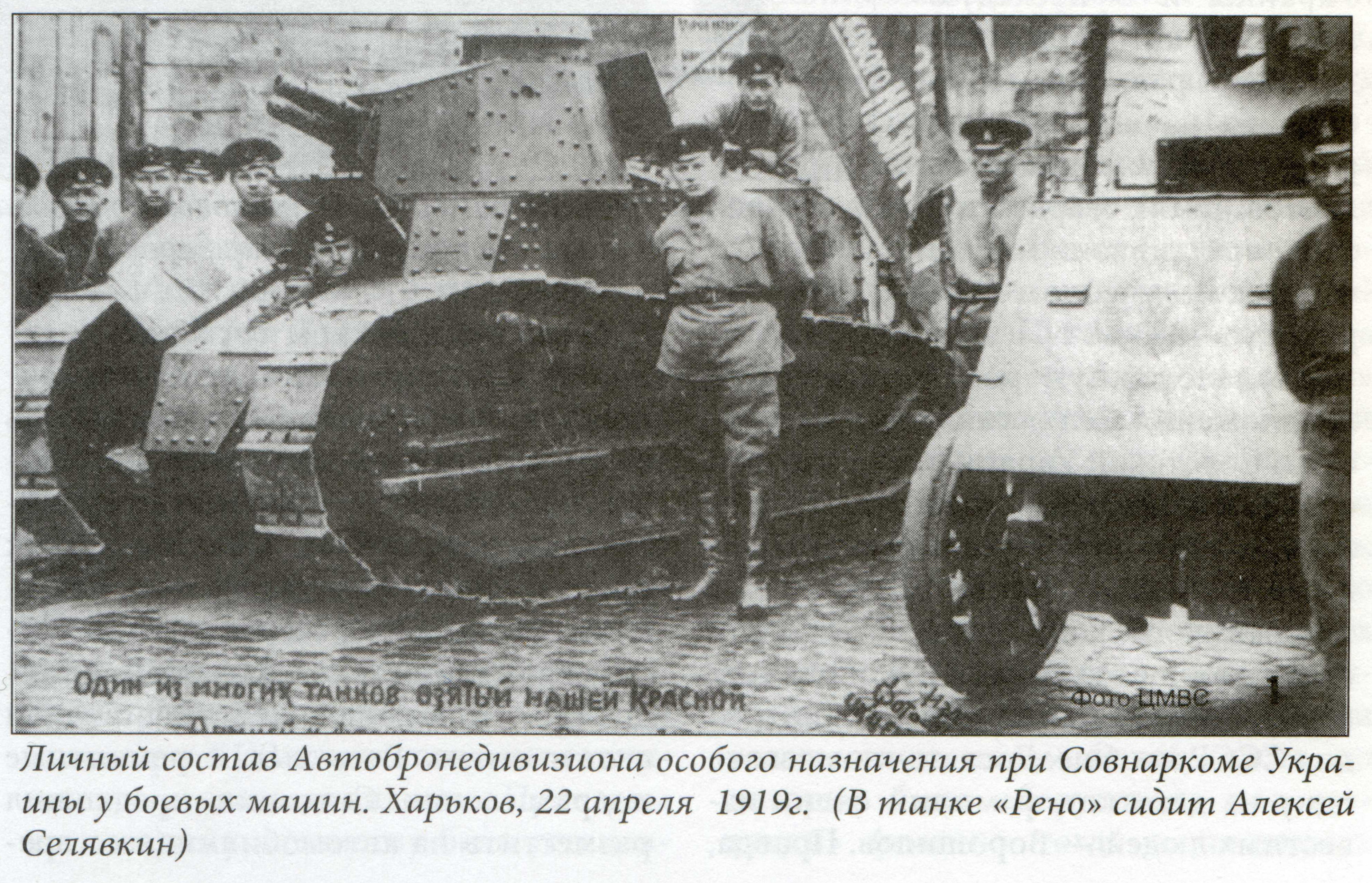
Бронедивізіон червоної армії з трофейним французьким танком FT-17, захопленим під Одесою. Квітень 1919 року.

4 (17) грудня 1917 Раднарком Радянської Росії направив I Всеукраїнському З'їзду Рад «Маніфест до українського народу з ультимативними вимогами до Центральної ради» в якому заявив про невизнання Української Центральної Ради і зажадав припинити роззброєння радянських полків, а також «сприяти революційним військам у справі їх боротьби з контрреволюційним кадетсько-калединським повстанням».
Тим часом у період з 4 по 11 (17-24) грудня за наказом Петлюри та генерала Щербачова війська, вірні Центральній Раді, захопили штаби румунського та південно-західного фронтів, армій, полків, здійснили арешти членів військово-революційних комітетів та комісарів-більшовиків, деяких з них розстріляли. За цим було роззброєння і розформування румунами тих частин, в яких був сильний вплив більшовиків. Російськи солдати залишились без зброї та продовольства, деяка їх частина вирішила йти до Росії пешком.

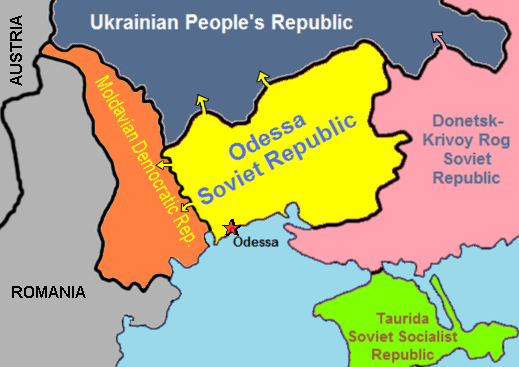
Одеська Радянська Республіка, березень 1918 року

## Одеська Радянська Республіка
3 (16) січня 1918 року Одеська Рада робітничих, солдатських та матроських депутатів ухвалила рішення про самовизначення Одеси як «вільного міста» з автономним урядом.
4 (17) січня радянський уряд України, сформований у Харкові, офіційно оголосив війну Центральній Раді.
9 (22) січня перед обличчям наступу радянських військ, що розгортається УЦР видала IV Універсал, який проголосив незалежність України.
13 (26) січня в Одесі розпочалося повстання під керівництвом Військово-революційного комітету Румчерода (голова — В. Г. Юдовський), до якого входили представники фабрично-заводських комітетів, більшовиків, лівих есерів, максималістів, анархістів. На ранок 14 (27) січня повсталі оволоділи штабом військового округу, вокзалом, телефонною станцією, поштою, телеграфом. Вранці в газеті «Голос пролетаря» було опубліковано звернення одеського Ревкому, в якому заявлялося, що влада у місті «перейшла до рад».
На боці більшовиків виступило близько 2300 червоногвардійців, членів бойових організацій лівих есерів та анархістів, близько 2 тисяч матросів з броненосців «Синоп», «Ростислав», крейсера «Алмаз», 1 тис. більшовизованих солдатів 49-го полку та Охтирського кулеметного полку. Загони Мішка Япончика та Яшки Блюмкіна, загін інтернаціоналістів, сформований під командуванням Олеко Дундича з полонених солдатів австро-угорської армії, дружина Союзу молоді Семена Урицького. Центральна Рада мала в Одесі 2 тисячі бійців (два гайдамацькі курені — 1300 багнетів, юнкера — 200 багнетів, окремі загони, (у тому числі з гімназистів та студентів) — 300 багнетів). Декілька військових частин гарнізону навіть оголосили про свій нейтралітет.
Вранці 15 (28) січня гайдамацькі частини та юнкера за підтримкой броньовиків почали наступ з району Великого Фонтану, де розташовувалися казарми гайдамаків, на центр міста та вокзал. Їм вдалося відбити вокзал, штаб округу та зайняти центральну частину міста аж до Соборної та Грецької площ та порту. Більшовики зайняли оборону навколо штабу червоної гвардії та Ревкому на Торговій. До вечора повсталі утримували лише робітничі околиці, порт та частину центру міста.
Однак 16 (29) січня крейсер «Ростислав» та захоплений більшовиками бронепоїзд розпочали артилерійський обстріл позицій гайдамаків, а в бій на боці повсталих вступило підкріплення — зведений батальйон 6-ї армії румунського фронту (500 багнетів). Він вдарив українськими частинами з тилу — з боку Великого Фонтану.
17 (30 січня) повстанці знову відбили вокзал, штаб округу, оточили в Олександрівському саду значну частину гайдамаків. Через безперспективність подальшого опору війська Центральної ради запросили перемир'я і 18 (31) січня були виведені з Одеси. На станції Роздільна більшість гайдамаків була роззброєна загоном більшовиків.

### Проголошення радянської республики
У перші дні після перемоги повстання в Одесі правив Ревком, а 25 січня (7 лютого) відбулися перевибори виконкому ради робітничих депутатів. До нового складу з 75 осіб увійшли 36 більшовиків, 10 лівих есерів, 9 «лівих» меншовиків та бундівців, 5 анархістів, головою президії було назначено більшовик О.Воронський).
29 січня (11 лютого) на об'єднаному засіданні Ради робітничих депутатів та Румчерода було утворено Одеську Раду народних комісарів (представники більшовиків, анархістів та лівих есерів) та проголошено Одеську радянську республіку, яка визнала вищу владу в особі раднаркому радянської Росії. Головою Раднаркому ОРР (РНКОР) був обраний В. Г. Юдовський.
Нова влада закрила більшість газет, було радикально змінено апарат управління, почалася хвиля конфіскацій та арештів «контрреволюціонерів». Влада своїми діями провокувала «масовий класовий терор» проти представників дворянства, буржуазії та священства, офіцерів, колишніх поліцейських. При Одеському РНК було створено «Бюро (Комісія) боротьби з контрреволюцією», революційний трибунал. Військові кораблі «Ростислав» і «Алмаз», що стояли на одеському рейді, були перетворені на плавучі в'язниці, де затриманих катували і стратили без суду і слідства.
Одеські кримінальники, які брали участь у поваленні влади Центральної Ради, поводилися як переможці та «господарі» міста. Прикриваючись «революційними мандатами», вони відкрито грабували приватні будинки, банки, магазини, підприємства та склади. 22 січня (4 лютого) за потурання радянської влади бандити напали на приміщення судової міліції Одеси, спалили «Реєстраційне бюро» з картотекою на всіх міських кримінальників та вбили його працівників. Кримінальний авторитет Мішка Япончик очолював єврейську бойову дружину, яка пізніше увійшла до складу ОРА як «резерв уряду» та командування і була переведена на державне зміст.

### Румунсько-радянські бойові дії

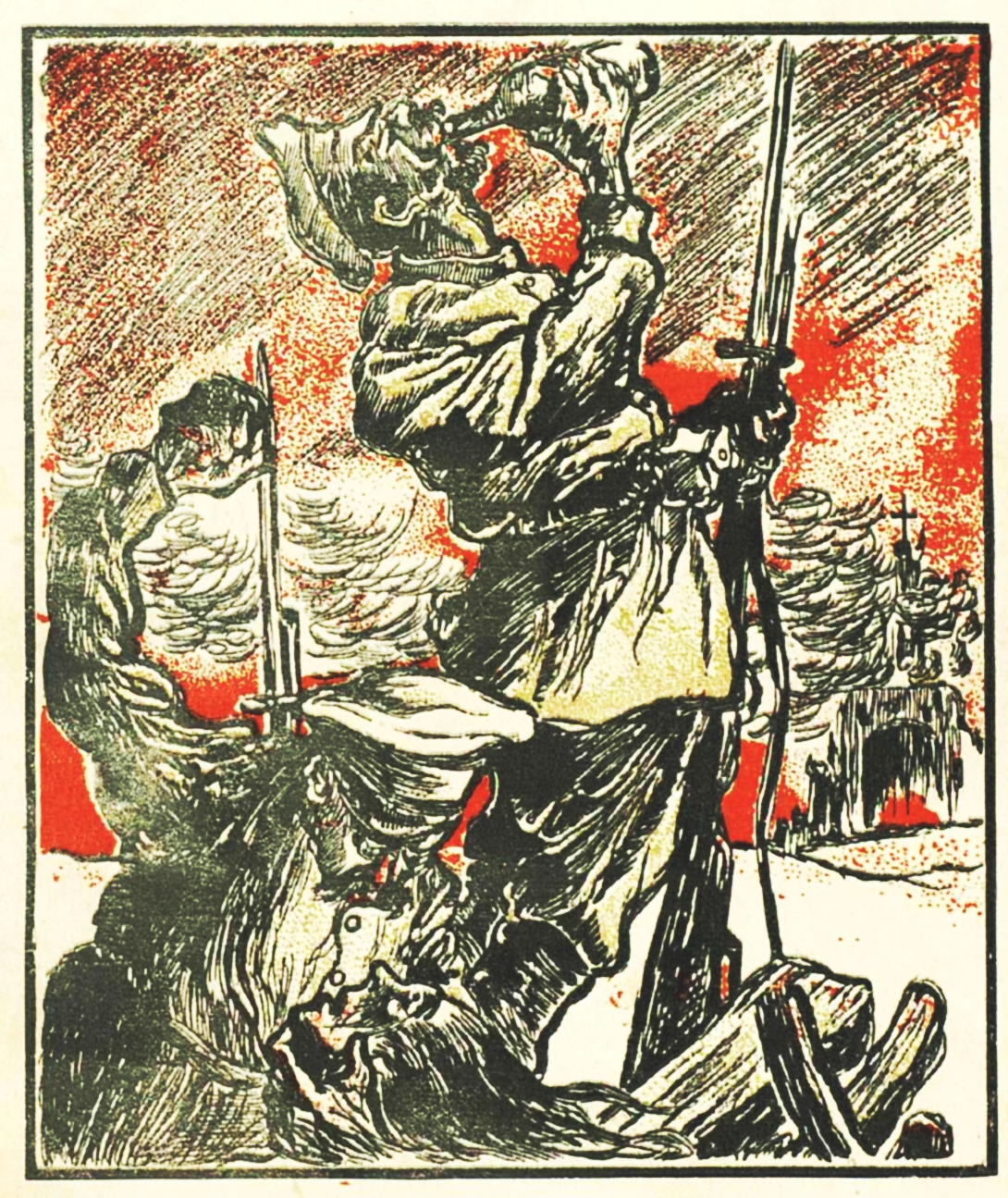
Румунський плакат часів радянсько-румунських боїв, зображуючий окупацією молдавських земель російськими військами в роки Першої світової війни

Одеська радянська республіка була проголошена на території Херсонської та Бессарабської губерній, але реальна влада її уряду поширювалася лише на Одесу, Одеський, Ананьївський та Тираспольський повіти. Тим часом румунські війська продовжували повзучу анексію Буджака — Південної Бессарабії (Ізмаїльський та Акерманський повіти), що почалася 10 (23) січня, коли румуни зайняли Болград.
22 січня (4 лютого) румунські війська захопили повітове місто Ізмаїл, 25✩січня (7 лютого) — місто Кілія, 15 лютого — Вилкове. На Дунай з Одеси та Севастороля було направлено кілька військових судів із десантом революційних матросів та червоногвардійців (1 тис. багнетів). Флотом, що діяв проти Румунії, командував балтійський матрос-анархіст Желєзняк — Анатолій Железняков, голова революційного штабу дунайської флотилії.
23 січня (5 лютого) Румчород оголосив війну Румунії Румунським військам протистояла спішно сформована Особлива Одеська армія чисельністю близько 4-5 тисяч осіб під командуванням лівого есера Петра Лазарєва, яка розташовувалась по лівому березі Дністра від Овідіополя до Рибниці. До її складу входили окремі революційні одеські дружини — переважно з більшовиків, лівих есерів і анархістів, — а також невеликі частини старої армії, що прорвалися з Румунського фронту до Дністра.
14 лютого радянський командарм лівий есер М. А. Муравйов, який за тиждень до цього на чолі радянських військ вибив Центральну Раду з Києва, був призначений командувачем фронту, який діяв проти румунських військ у Бессарабії та Придністров'ї. Раднарком РРФСР поставив перед ним завдання не лише не допустити румунські війська до Одеси, а й захопити всю Бессарабію, повернувши її під владу Радянської Росії. Диктаторські повноваження, яки більшовики надалі Муравйову, обмежували владу одеського РНКОРа.
За добу тритисячна армія Муравйова була перекинута з-під Києва до Дністра, румунські війська раніше вийшли до міста Бендери, на окремих ділянках переправилися на лівий берег Дністра і спробували там зміцнитися, але були відкинуті загонами Особливої Одеської армії та запитали перемир'я.
Із прибуттям Муравйова до Одеси бойові дії відновились. 20 лютого Муравйов почав наступ під Бендерами. Більшовизованим частинам 8-ї армії, що підійшли, була дана команда наступати на лінії Бєльці — Рибниця. До 2 березня війська Муравйова розгромили румунів у Рибниці та Слободзеї, зірвавши їхні спроби закріпитися у Придністров'ї . Муравйов пропонував радянському керівництву продовжити наступ силами своєї армії на Кишинів — Ясси або перекинути 2 тисячі солдатів до Аккермана і наступати на Ізмаїл.
Під впливом військових невдач румунське командування запропонувало перемир'я. Мирні переговори проходили в Одесі та Яссах. Було підписано спільний протокол про припинення радянсько-румунського збройного конфлікту, за яким Румунія зобов'язалася протягом двох місяців вивести свої війська з Бессарабії і не робити жодних військових і ворожих дій щодо РРФСР. 8 березня радянські війська отримали наказ припинити військові дії проти румунських військ. Румунська влада, однак, розуміла, що австро-німецькі війська, які розпочали 18-25 лютого окупацію території України і вже зайняли Київ та Вінницю, з дня на день будуть в Одесі. Тому вже 9 березня Румунія, порушивши досягнуті домовленості, захопила Аккерман, завершивши цим захоплення Південної Бессарабії, а за кілька днів анулювала підписані документи.

## Німецькі війська в України
24 лютого, з початком вторгнення австро-угорських військ на територію України за угодою з Центральною Радою, Муравйов оголосив Одесу на військовому стані та наказав знищити усі винні склади. Намагаючись встановити в Одесі режим особистої військової диктатури, він розігнав міську Думу, заборонив мітинги та збори, запровадив найсуворішу цензуру.
До 3 березня австро-угорські війська, захопивши Поділля, вийшли до Балти, погрожуючи тилам Південних радянських армій. Командарм М. Муравйов наказав частинам 3-ї армії зупинити просування австро-угорських військ уздовж лінії Південно-Західної залізниці та закрити фронт Дністер — Бірзула — ст. Помічна — ст. Знам'янка.
5-7 березня біля станцій Слобідка і Бірзула червоні війська спробували зупинити три піхотні і дві кавалерійські дивізії 12-го корпусу австро-угорської армії, що наступають на Одесу. Нечисленні та слабко організовані частини 3-ї армії зрештою відступили. В Одесі тим часом спалахнули солдатські заворушення, що супроводжувалися погромами магазинів та винних складів. Захопивши станцію Бірзула, австро-угорські війська вдарили по станції Роздільна, що перебуває за годину їзди від Одеси. Загальна мобілізація, оголошена більшовиками в Одесі, не дала очікуваних результатів, а бойові дружини робітників та членів партії були нечисленні. Командарм Муравйов констатував: «Захист Одеси став неможливим. Місто дало лише 500 червоноармійців, у той час як у місті 120 тисяч пролетарів», а «…регулярні війська відмовляються воювати». 11 березня радянські війська залишили оборонні позиції за 10 км від міста і втекли до Одеси. Одеська Рада переважною більшістю голосів запропонувала здати місто без бою, посилаючись на пасивність населення. Румчерод також визнав оборону Одеси марною. Муравйов був змушений наказати про відступ. 12 березня міська дума взяла на себе владу в Одесі та домовилася з австрійським командуванням про безперешкодну евакуацію червоних армій. 13 березня частини австрійських військ без бою зайняли місто. Слідом за ними до Одеси увійшли війська Центральної ради. Одеська республіка припинила своє існування. Радянські органи були евакуйовані до Севастополя разом з архівами, цінностями та військовим майном.
Завдяки введенню в Україну австро-німецьких військ Українська Центральна рада повернула собі управління країною, однак у ситуації «двовладдя», що виникла внаслідок окупації України, влада була досить номінальною. Проте політичні мітинги були заборонені, кілька лівих газет закриті, було введено цензуру, обмежено діяльність профспілок та рад. В Одесі, як і на всій Україні, було заборонено будь-яку агітацію проти австро-німецьких військ, Центральної Ради та Уряду України.
За гетьмана Скоропадського Одеса була виділена з Херсонської губернії як окрема адміністративна одиниця — градоначальство. Ради були розігнані, більшість профспілок та ліберальних земств закриті. Заарештували як «ліві», так і прихильники Антанти — так звані «оборонці». Одеса страждала від зростання безробіття, голоду, карткової системи, епідемії холери. Австро-німецьке командування безконтрольно вивозило з Одеського регіону продукти, сировину, обладнання. Незважаючи на сувору заборону, відзначався потужний страйковий рух (шкіряні заводи та пекарні в травні 1918 року, загальний страйк залізничників у липні).
В опозиції до гетьманського режиму перебували місцеві організації УПСР та УСДРП. Влітку 1918 року лідери українських соціалістів в Одесі розпочали підготовку повстання проти влади гетьмана. Організаторами повстання стали І.Луценко та В.Чехівський.
В Одесі було створено громадську комісію з розслідування злочинів більшовиків у період Одеської радянської республіки. З дна затоки було піднято десятки трупів закатованих «контрреволюціонерів».
Водночас в Одесі діяло численне підпілля, яке орієнтувалося на більшовиків, лівих есерів, анархістів, максималістів. Підпільники займалися антигетьманською агітацією та влаштовували акти терору. Так, внаслідок вибуху військових артилерійських складів на Ближніх Млинах було вбито та поранено до 700 мешканців Одеси, 4 тисячі людей залишилися без даху над головою. У зв'язку з цим вибухом у середині жовтня було затримано всіх працівників радянського консульства в Одесі, близько 200 радянських дипломатів та громадян було вислано. Тоді ж в Одесі відбулися масові арешти серед місцевого більшовицького підпілля.
Більшовики та анархісти надали фінансову та організаційну підтримку просуванню у «королі злодіїв» Одеси своєї людини — «революціонера» Мішка Япончика. Очевидно, вже до жовтня 1918 року Япончик контролював передмістя Одеси, насамперед Молдаванку, та кримінальників, яких в Одесі налічувалося до двадцяти тисяч.
У період Українська Держава в Одесі було розміщено сильний австро-німецький гарнізон. Командував австрійськими окупаційними військами в Україні генерал фон Бельц (з 1 червня 1918 — генерал-губернатор Одеси). Пізніше, 9 листопада 1918 року, дізнавшись про поразку Австро-Угорщини у Першій світовій війні та розпаді імперії, генерал застрелився у своїй канцелярії.
У 1918 році у місті створюються польські військові формування. 13 квітня 1918 р. військовий міністр УНР Олександр Жуковський наказав розформувати всі польські військові частини в Одесі. Поляки однак не послухалися наказу, на допомогу українцям прийшли австро-угорські війська, що висунули полякам ультиматум щодо роззброєння, і 20 квітня 1918 року польський загін у Одесі було
розпущено.
17 квітня 1918 року в Одесі та на території Херсонської губернії розпочалося формування 3-го Одеського корпусу збройних сил УНР (після державного перевороту гетьмана Скоропадського 29 квітня 1918 року — Української Держави). З 8 липня найменування корпусу було змінено на 3-й Херсонський корпус . Полиці корпусу були «українізовані» в 1917 році частини російської імператорської армії та Революційної армії вільної Росії, в яких були збережені колишні офіцерські кадри.
Безпосередньо в Одесі та Придністров'ї дислокувалися три полки 5-ї піхотної дивізії 3-го Херсонського корпусу.

## Антанта та білий рух

### Антанта та гетьман Скоропадський
У середині листопада 1918 року Україна повстала проти гетьмана Павла Скоропадського. Німеччина та Австро-Угорщина, нещодавні його союзники гетьмана, програвши у війні, капітулювали перед країнами Антанти та розпочали поспішне виведення військ з України.
14 листопада 1918 року, через кілька днів після звістки про капітуляцію Німеччини, гетьман України Скоропадський підписав «Грамоту» — маніфест, в якому він заявив, що відстоюватиме «давню могутність і силу Всеросійської держави», і закликав до будівництва Всеросійської федерації як першого кроку для відтворення великої Росії. Маніфест означав крах усіх старань українського національного руху щодо створення самостійної української державності. Цей документ остаточно відштовхнув від гетьмана більшість українських федералістів, українських військових та інтелігенції . В Україні розгорнулося антигетьманське повстання під керівництвом Директорії УНР.
22 листопада представник Антанти повідомив гетьману Скоропадському, що союзники найближчим часом нададуть йому військову допомогу для захисту від Радянської Росії та придушення заворушень в Україні. При цьому французьке командування дало зрозуміти, що прагне відтворення «сильної єдиної Росії» з включенням до її складу українських земель, а тому основну ставку французи робили на білий рух . Командування збройних сил Антанти розглядало південь України та Крим як найважливіший стратегічний плацдарм для подальшого наступу на Москву, проте не поспішало розгортати свої війська та розпочинати військову кампанію .

### Антанта та Директорія
Повстання проти гетьманського режиму, що почалося, призвело до розколу армії Української держави на прихильників Скоропадського і Директорії. Більшість старшин (офіцерів) 5-ї дивізії, що дислокувалася в Одесі, налаштовані вороже стосовно українського сепаратизму, прийняли орієнтацію російської добровольчої армії під командуванням генерала Денікіна на «єдину і неподільну Росію». Цих офіцерів очолив командир корпусу А. І. Березовський . Найменшу за чисельністю частину офіцерів корпусу — переважно молодих українських старшин (офіцерів), які підтримали Директорію, — очолив І. М. Луценко. На боці Директорії опинилися знову сформовані 1-й та 2-й Одеські піхотні полки та Слобідський піхотний полк, одеські студентські сотні, кілька місцевих добровольчих загонів та ін. Тим часом Березовський проголосив приєднання частини особового складу 3-го корпусу та всього Одеського району армії до добровольчої армії.
26 листопада на рейді Одеського порту з'явився перший англійський міноносець 29 листопада до Одеси, де ще залишався сильний гарнізон австро-німецьких військ, прибув ешелон сербських військ (800 осіб), а за два дні — польські легіонери (1000 осіб). 2 грудня до Одеси прийшов французький лінійний корабель «Мірабо». 7-10 грудня в Одеському порту висадилася французька дивізія з артилерією (до 3 тисяч осіб).
На той час повстанські загони та гетьманські війська, що перейшли на бік Директорії УНР, контролювали більшу частину України, повністю блокували Київ і практично безперешкодно зайняли міста під Одесою: Балту, Ананьєв, Бірзулу. 10 грудня вони підійшли впритул до Одеси. Зрозумівши, що Скоропадський вже не контролює становище, представники союзного командування вирішили «заморозити» підготовку до наступу на Київ для допомоги гетьманові.
Припускаючи, що Одеса може бути повністю взята під контроль військами Антанти та добровольцями-білогвардійцями, Іван Луценко та його начальник штабу військовий старшина Всеволод Змієнко 7 грудня подали Березовському ультиматум про негайну передачу Одеси військам Директорії. Гетьманські війська, що знаходилися в районі Одеси, не могли навіть тимчасово затримати наступ петлюрівців. Після виходу з Одеси на початку грудня австрійських військ, влада в місті утримувалась лише нечисленними та слабкими загонами офіцерів на чолі з генералом В.Біскупським у кількості до 1 тисячі багнетів.
11 грудня до Одеси вступили передові частини армії Директорії. Гетьманський корпус, обороняючий Одесу, капітулював. В Одесі було встановлено владу Директорії. Російські добровольчі загони, які намагалися обороняти місто, були витіснені до порту, де почали готуватися до евакуації до Криму на пасажирському пароплаві «Саратов».
Скориставшись ситуацією тимчасового безвладдя в Одесі, Мішка Япончик організував штурм одеської в'язниці. В результаті було звільнено близько 700 ув'язнених, здебільшого кримінальників.
12-13 грудня війська Директорії без бою зайняли усі стратегічні пункти міста. Командуванню союзних військ петлюрівці залишили лише невелику приморську «Союзну зону» Одеси (порт, кілька приморських кварталів, Миколаївський бульвар).
16-17 грудня в Одеському порту з суден, що знову прибули, висадився новий французький десант генерала Боріуса (156-а дивізія — всього до 5 тисяч багнетів, з них 2 батальйони «колоніальних частин» — «зуавів» — сенегальських і марокканських солдатів). Натрапивши на вороже ставлення петлюрівців, французи вирішили очистити Одесу руками білих офіцерів.
Французький консул Еміль Енно та генерал Боріус запропонували генералу А. Н. Грішин-Алмазову диктаторську владу в Одесі за умови, якщо він забезпечить витіснення петлюрівців із міста. Грішин-Алмазов прийняв пропозицію і взяв на себе командування добровільним загоном, сформованим на Саратові.
Увечері 16 грудня загін Грішин-Алмазова (2 тис. бійців), що десантувався в порту, вступив у бій з петлюрівцями і почав просування до центру міста. До нього приєдналися польські легіонери (1,5 тис. багнетів). Загону Гришина-Алмазова надали французькі офіцери, корегували вогневу підтримку з боку ескадри Антанти. Офіцерам-білогвардійцям протистояв щойно сформований український гарнізон — корпус під командуванням генерала Д. В. Філатьєва (не більше 2,5 тисяч бійців), який не мав важкої артилерії. Корабельна артилерія, яка протягом двох днів обстрілювала петлюрівські позиції, змусила частини УНР залишити стратегічні об'єкти.
18 грудня французьке командування ультимативно вимагало від Директорії виведення її військ із Одеси. Симон Петлюра, побоюючись війни з Антантою, наказав припинити будь-які бойові дії проти її військ, наполягав на негайному виведенні військ з Одеси та відведенні їх на 40 км на північ від міста, де було встановлено Південний фронт армії УНР під командуванням генерала А. Грекова, командувача військ Директорії в Херсонській, Катеринославській та Таврійській губерніях. За словами В.Шульгіна, генерал Боріус, який мав наказ зайняти лише Одесу, відмовився розвивати подальший наступ і заборонив добровільним частинам переслідувати противника.

### Грішин-Алмазов,Денікінта Антанта
19 грудня, після відведення петлюрівських військ, французьке командування заявило, що бере Одесу та Одеський район «під своє заступництво». Генерал Боріус поклав на Гришина-Алмазова обов'язки військового губернатора Одеси та «прилеглого району» і надалі не втручався у питання внутрішнього управління. Сам Грішин-Алмазов заявляв, що «править» Одесою від імені Добровольчої армії та за згодою французького командування. Позиції генерала Денікіна та його Особливої наради в Одесі, однак, були скоріше номінальними, а Грішин-Алмазов, виконував волю французького військового командування Одеського району та керувався рекомендаціями свого політичного радника В.Шульгіна. Грішин-Алмазов сформував свій незалежний від Особливої наради «уряд Одеси», який займався питаннями місцевого управління, і навіть друкував власні гроші.
В Одесі легально діяли всі політичні партії та організації, окрім більшовиків, анархістів, максималістів, лівих есерів та партій лівих українських соціалістів. Водночас було заборонено політичні мітинги та збори, під забороною була і діяльність Одеської Ради робітничих депутатів. Уряд Гришина-Алмазова проводило політику русифікації. Наказом з усіх навчальних закладів Одеси викладання української мови «галицької мови» було скасовано. «Малоруська мова» була залишена лише «необов'язковим предметом», а викладання історії та географії України було замінено історією та географією «Півдня Росії». .
У особливій нараді не довіряли Гришину-Алмазову, вважаючи його «самозванцем». 28 грудня Денікін направив до Одеси свого помічника, генерала О. З. Лукомського, який спробував переконати Гришина-Алмазова зберегти нараду, що діє при ньому, лише як дорадчий орган, без урядових функцій. Денікін вимагав взагалі розпустити одеський «урядовий апарат».
Доки політику Антанти в Одесі визначав французький «консул» Енно, французьке командування підтримувало одеський «уряд» Гришина-Алмазова, а з січня 1919 року навіть розглядалася ідея створення в Одесі регіонального Південно-Західного уряду.
Тим часом до кінця грудня — на початку січня чисельність французьких військ в Одесі зросла до 15 тисяч. Незважаючи на те, що в Одесі знаходилося до 15 тисяч колишніх російських офіцерів, офіцерський загін, сформований для підтримки порядку в місті, налічував лише близько 2,5 тисячі і не міг розглядатися як боєздатна сила.
Одеса була розбита на зони контролю: добровольчу, французьку та польську. Блокада 600-тисячної Одеси армією УНР та припинення підвезення продовольства призвели до голоду та продовольчих заворушень. Одеса страждала від галопуючої інфляції та масового безробіття. Як зазначав у своїх мемуарах Денікін, Гришин-Алмазов наполегливо домагався розширення зони під контролем французьких військ до лінії Тираспіль — Роздільна — Березівка — Миколаїв — Херсон, що дозволило б створити чудову військово-господарську базу, зокрема завдяки відкриттю залізничного зв'язку з Румунією. де залишалося чисельне російське майно румунського фронту.
Одесу тероризували бандити під проводом Мішки Япончика, які займалися грабежами, рекетом, здирствами, вбивствами. Япончик постачав зброю більшовицьким та анархістським підпільникам, викуповував із в'язниць політв'язнів, допомагав ліквідувати провокаторів. Масштабні облави, що супроводжувалися вилученням зброї та розстрілами кримінальників без суду та слідства, до яких залучалися французькі та грецькі війська, були малоефективними. Кримінальники неодноразово влаштовували замахи на самого Гришина-Алмазова, але його рятувала особиста охорона — татарський кавалерійський загін ротмістра Бекірбека Масловського. Підлеглі Масловського також займалися викраденнями та таємними безсудними розправами над людьми, неугодними диктаторському режиму.

### Антанта та Директорія
З середини січня 1919 року, незважаючи на те, що Одесою формально продовжував керувати Гришин-Алмазов, реальна влада опинилася в руках французького генерала Ф.д'Ансельма, який прибув 13 січня в Одесу (командувач силами Антанти на Півдні Росії) і начальника штабу французьких військ на Півдні А.Фрейденберг. Консул Еміль Енно був відсторонений від керівництва.
Вже наступного дня після свого приїзду д'Ансельм прийняв українську місію генерала Грекова, після чого французьке командування, відмовившись від орієнтації на білогвардійську армію генерала Денікіна (якого французи вважали протеже Великобританії), розпочало таємні переговори в Одесі та Бірзулі з представниками Директорії. С.Остапенко, міністром закордонних справ К.Мацієвич, генералом А. Грековим.
Наприкінці січня французи закрили в Одесі газету «Росія» (редактор В. Шульгін, політичний радник Гришина-Алмазова), яка різко займала антиукраїнські позиції і критикувала можливий українсько-французький союз. Французьке командування, окрім цього, дало дозвіл на випуск в Одесі українських газет.
Генерал д'Ансельм зажадав від українських військ розблокувати район навколо Одеси та відійти на лінію Тираспіль — Бірзула — Вознесенськ — Миколаїв — Херсон, звільнивши для французьких військ військово-господарський плацдарм, здатний прогодувати населення Одеси та 50-тисячне угруповання. Директорія була змушена виконати цю вимогу як необхідну умову для початку переговорів про союз із Антантою. На сході інтервенти планували просунутися у напрямку Нового Бугу, Берислава, Альошек, Скадовська, маючи намір закріпитися (спільно з кримськими білогвардійцями) на залізниці Херсон — Перекоп. 21 січня, отримавши від Директорії згоду на розширення контрольованої зони, французькі та грецькі війська почали займати зазначені території, висаджуючи морські десанти та просуваючись залізницею у напрямку Херсона та Бірзули. 25 січня окупаційні війська висадилися в Миколаєві, 29-30 січня — у Херсоні. За окупації Миколаєва та Херсона французи залишали тут місцеву владу Директорії, яка співіснувала з французькими комендантами. Формально район Миколаїв — Херсон продовжував перебувати під владою Директорії. У районі гирла Дніпра союзники під час наступу з'єдналися з військами білогвардійської Кримсько-Азовської армії. Поступки інтервентам з боку Директорії поставили начдива Херсонської дивізії армії УНР отамана Григор'єва, який вважав себе одноосібним господарем району Миколаїв-Херсон, у складне становище і привели до його переходу на бік Червоної армії.
Французи запропонували тимчасово поділити Україну на дві частини. Передбачалося, що власне Україною управлятиме Директорія УНР, а Південноросійський край (Причорномор'я зі столицею в Одесі), окупований французькими військами, матиме власний уряд. У Південноросійському краї передбачалося створити змішану (французько-російсько-українську) армію, до якої мали також увійти грецькі та румунські частини. Після закінчення війни Франція розраховувала отримати концесію на українські залізниці та домогтися повернення всіх французьких боргів .
17 лютого Симон Петлюра звернувся до французького командування з проханням про допомогу «для звільнення української нації та відновлення української держави». Генерал д'Ансельм виставив умови «уряду української зони»: відставка Петлюри та Андрієвського, встановлення французького контролю над фінансами та залізницями України, підпорядкування військ УНР загальному командуванню Антанти, підписання загального військового договору між Антантою, Денікіним та Директорією та ін. На цих умовах Франція могла б підтримати створення союзу України з Польщею та Румунією, надати військову та матеріальну допомогу, а також сприяти визнанню української делегації на Паризькій мирній конференції. Домовленості так і не вдалося досягти, а вже до середини березня діями червоних повстанців та радянського Українського фронту Одеська зона виявилася відрізаною від території УНР.

### Одеське підпілля
З грудня 1918 року Одеса стала центром більшовицької агітації та розвідки. Тут діяли підпільний обком КП(б)У на чолі з Іваном Смирновим (Миколой Ласточкіним), «Іноземна колегія» більшовиків та «Іноземна група» анархістів, які займалися агітацією серед військовослужбовців військ Антанти. До колегії входили колишні російські емігранти у Франції, більшовики та анархісти — В. О. Дьоготь, Я. Л. Єлін, С. І. Соколовська й др. До Одеси було направлено с відповідальними завданнями Жорж де Лафар, французька комуністка Жанна Лябурб яка працювала зі французькими солдатами зі 176 та 153 піхотних полків, екіпажами військових кораблів «Ренан», «Жан Барт» і «Жюстіс». Лафару було доручено з'ясувати можливість мирного припинення інтервенції, встановити стратегічні наміри країн Антанти, їх ціли, територіальни домагання, впровадитися до штабу головного французького командування в Одесі.
Свої підпільні осередки в Одесі мала Конфедерація анархістів України «Набат». У грудні 1918 року в Одесі з'явився Григорій Котовський — командир підривної терористичної групи у дружині анархіста Зехцера. Дружина Зехцера займалася вбивствами провокаторів, здирством грошей, пограбуваннями. 17 лютого 1919 року було влаштовано вибух у штабному вагоні офіцерів.
Уряд Радянської Росії розраховував на те, що завдяки антивоєнній пропаганді та агітації серед французьких та грецьких солдатів, на яку було виділено значні кошти, вдасться зірвати плани широкомасштабної інтервенції Антанти.
У березні 1919 року французькою контррозвідкою та «білою» контррозвідкою під командуванням Ст. р. Орлова-Орлинського було ліквідовано все більшовицьке підпілля — схоплено і без суду розстріляно членів «Іноземної колегії», заарештовано і розстріляно де Лафар, арештовано і вбито керівника підпілля М.Ласточкин.

### Лютий 1919 року
До лютого 1919 року сили Антанти та білогвардійців у районі Одеси—Херсона помітно збільшилися. Тут було зосереджено до 45 тис. військовослужбовців (у тому числі до 25 тис. французьких військ, на озброєнні яких були 22 танки, 12 тис. греків, 3,4 тис. польських добровольців-легіонерів у складі Польської 4-ї дивізії генерала Желіговського). Частини 40-го румунського корпусу силою до 1 тис. багнетів займали фронт від Дністра до Роздільної.
На початок лютого у Херсоні та Миколаєві знаходилося по 3 тис. французьких та грецьких військ, у самій Одесі — до 5 тис. На всіх залізничних станціях від Одеси до Херсона розміщувалися дрібні загони по 30-50 осіб; на великих, таких як Колосівка, Роздільна, Березівка, — по 400—500 бійців. Війська Антанти займали протяжний фронт уздовж залізниці Миколаїв — Херсон (до 8 тис. солдатів, 20 гармат, 18 танків, 4 броньовики, 5 літаків).
Реквізиції продовольства у селян Одеського повіту, які з кінця 1918 року розпочали загони Гришина-Алмазова та французькі війська, викликали у лютому 1919 року повстання селян у районі Біляївка — Маяки — Яски. Повсталі селяни захопили Овідіополь . У деяких районах Ананьївського та Тираспольського повітів з'явилися численні селянські загони. Справа дійшла до того, що партизанський загін у 200 осіб захопив Тираспіль . У лютому 1919 року повстанці захопили Біляївку та станцію Мардарівка, повстанці Тилигуло-Березівського та Ананьївського загонів нападали на загони білогвардійців та інтервентів.
Занепокоєний ситуацією, що склалася, Денікін наприкінці січня призначив Головноначальним і головнокомандувачем військами Південно-Західного краю (Херсонської губернії та Одеси) генерал-лейтенанта А. С. Саннікова, якому було дано завдання перепідпорядкувати місцевий білогвардійський загін Добровольчої армії. Д'Ансельм і Фрейденберг, однак, зустріли генерала, що прибув з Катеринодара, вкрай холодно і наполегливо рекомендували йому залишити Грішина-Алмазова, який таким чином, опинившись залежно від Саннікова, все ж таки залишався військовим губернатором Одеського району.
Французьке командування тим часом активно обговорювало з «південними громадськими колами» ідею створення самостійного Південно-Західного крайового уряду та змішаної франко-російсько-української армії (з місцевого населення із французькими офіцерами) для походу на Київ та Москву. У зв'язку з цим в «одеській зоні» було заборонено проводити мобілізацію населення до Добровольчої армії і було наказано формувати добровільні змішані російсько-французькі частини, які не підпорядковуються Денікіну. Дізнавшись про це, Денікін категорично заборонив Саннікову брати участь у створенні таких частин. Для безпосереднього командування загоном добровольців, сформованим Гришиним-Алмазовим, Денікін направив до Одеси генерала М. С. Тимановського з групою офіцерів.
Наприкінці лютого Тимановським було сформовано Окрему Одеську стрілецьку бригаду, яка налічувала 3300 багнетів і 1600 шабель. Бригада була сформована з офіцерів та солдатів, які перейшли з гетьманської армії (5-а та 6-я дивізії, 2-й Волинський полк) на бік білого руху, а також з мешканців Одеси з «добровільної мобілізації».

### Наступ радянських військ
Силам Антанти і білогвардійцям у районі Одеси — Миколаєва протистояли війська, що значно поступалися їм у чисельності отамана Н. А. Григор'єва, що перейшов на бік червоної армії, чия дивізія була переформована в 1-ю бригаду 1-ї Задніпровської Української радянської дивізії, а в кінці наказ наступати на Причорномор'я.
3 березня григорівці розпочали облогу Херсона. 10 березня місто було взято. Греки під час боїв за Херсон втратили понад 300 солдатів та офіцерів убитими та полоненими. Солдати у французьких частинах мітингували та відмовлялися йти у наступ. Французьке командування було змушене відвести свої війська з-під Вознесенська на станцію Колосівка. Одночасно з операцією з оволодіння Херсоном грігор'ївци вели наступ на Миколаїв, який обороняла 15-та німецька дивізія ландвера. Незважаючи на заклики командування Антанти про необхідність утримувати оборону, німецький солдатський комітет розпочав переговори про здачу міста. Зважаючи на втрату Херсона та прибуття до свіжих підкріплень, французьке командування оголосило евакуацію союзних сил, і 14 березня місто Миколаїв було здано без бою.
Зайнявши Миколаїв та Херсон, отаман Григор'єв відправив телеграму Гришину-Алмазову, вимагаючи негайно та беззастережно здати Одесу. 15 березня григорівці атакували станцію Роздільна, а 16 березня — станцію Березівка, яку утримували польські легіонери та французькі частини (до 2 тисяч багнетів). У боях за Березівку інтервенти втратили до 400 осіб, а григорівці захопили 8 гармат, близько 100 кулеметів, бронепоїзд та 5 танків.
17 березня інтервенти залишили Березівку. Того ж дня в Одесі було запроваджено «осадове становище». Генерал д'Ансельм узяв на себе всю повноту влади на Одещині. Коли Денікін розпорядився про перекидання бригади Тимановського з Одеси до Севастополя, для посилення оборони Криму від радянських військ, Гришин-Алмазов повідомив, що французи не випускають бригаду з району Одеси. 19 березня бригада була висунута назустріч червоним військам і зайняла фронт від залізниці Одеса-Миколаїв до Чорного моря, прикриваючи Очаків. Північніше розташовувалися поляки, греки та французи.

### Крах інтервенції
Після того, як д'Ансельм не визнав повноважень Саннікова і не допустив його до вступу на посаду, Санніков повернувся назад до Катеринодару, а на початку березня у тимчасове виконання посади командувача військами краю знову вступив Гришин-Алмазов.
Тим часом новим Верховним комісаром Франції на Півдні Росії було призначено головнокомандувача військ Антанти на Східному фронті генерала Л. А. Франше д'Еспере, який змінив генерала А.Бертло. Прибувши до Одеси на початку березня, він підтримав політику дистанціювання від Добровольчої армії та зближення з УНР, що проводилася д'Ансельмом та Фрейденбергом, та ідею створення в «Одеському районі» незалежного уряду «Південно-Західного краю» під протекторатом Франції.
Намагаючись виправити становище на фронті проти григор'євців, д'Еспере усунув Саннікова і Гришина-Алмазова від займаних ними постів і запропонував обом негайно вирушити до Катеринодару, у розпорядження генерала Денікіна. 21 березня губернатором Одеси та командувачем російських військ в Одеському районі був призначений генерал А. В. Шварц . 23 березня Гришин-Алмазов залишив Одесу. Для управління Одеським районом було створено Директорію з представників російського, українського, єврейського товариств Одеси. Передбачалося, що цей уряд у союзі з петлюрівцями боротиметься з григорівцями. До формування «змішаної» армії Одеського краю Франше д'Еспере обіцяв до кінця березня направити французький корпус з Румунії на Бірзулу, перекинути під Одесу ще один грецький корпус та дев'ять батальйонів французької колоніальної піхоти.
Генерал Шварц заявив про своє непокору Денікіну і оголосив набір добровольців до «народної» армії, до якої за кілька днів записалося до 1 тисячі офіцерів. Для боротьби з паливною кризою нова влада Одеси направила 14 пароплавів за вугіллям до Маріуполя, 3 наливні судна — за нафтою до Батумі. Реалізувати ідею Крайового уряду та «змішаної» армії, однак, не вдалося. 25-27 березня на Паризькій мирній конференції було ухвалено попереднє рішення країн Антанти евакуювати союзні війська з Одеси.
25 березня григорівцями було захоплено станцію Сербка, 26 березня — Колосівку (у боях за неї до 2 тисяч військовослужбовців союзних військ було взято в полон), 28 березня — Кремидівку. Спроба контрудара на Сербку, здійснена 29 березня, не принесла успіху. Близько 8 тисяч військовослужбовців Антанти не змогли закріпитися на станції і в ніч на 30 березня в результаті атаки радянських військ в паніці покинули її, покинувши французький літак. 29 березня білогвардійці без бою залишили порт та фортецю Очаків і сконцентрувалися на ділянці Роздільна — Сербка — Одеса. Одеса опинилася у повному оточенні «червоних» повстанців. 31 березня союзні війська ще раз спробували відбити Сербку, але кулеметним вогнем повстанців було вбито та тяжко поранено до 600 атакуючих.
Незважаючи на поразки на фронті, інтервенти та білогвардійці за чисельністю у кілька разів перевершували григор'ївців і могли б продовжувати оборону і навіть перейти в контрнаступ, проте 2 квітня Фрейденберг фальсифікував наказ французького уряду про евакуацію протягом трьох діб. Поки йшло з'ясування обставин, евакуація набула таких масштабів, що її вже неможливо було зупинити. Вранці 3 квітня (за іншими даними, увечері 2 квітня) генерал д'Ансельм оголосив про евакуацію сил Антанти з Одеси протягом 48 годин. Фактично евакуація набула характеру втечі.
Підпільний виконком Одеської Ради робочих депутатів направив до генерала д'Ансельма делегацію з вимогою передачі влади раді. В результаті переговорів 4 квітня Рада зайняла Воронцовський палац, французьке командування передало владу раді міського самоврядування, а 5 квітня влада була передана ревкому.
Звістка про евакуацію іноземних військ, що почалася, викликала повстання на робочих околицях Одеси — Молдаванці, Пересипу, Млинах, де влада перейшла до рук дружинників з числа більшовиків, анархістів і лівих есерів. Ситуацією, що виникла, скористалися і кримінальні елементи — перш за все, Єврейська молодіжна дружина з 300 осіб під проводом Мішки Япончика. Озброєні виступи окраїн спробував придушити командувач одеським гарнізоном генерал В.Біскупський, проте відведені з фронту війська не змогли впоратися з бандитами. За межами центру міста панував хаос.
6 квітня до міста увійшли війська отамана та червоного командира Н.Григор'єва, який оголосив, що саме він узяв Одесу і розбив французів.
За період з 3 по 7 квітня на судах з одеського порту було евакуйовано близько 25 тисяч військовослужбовців Антанти, при цьому бригада Тимановського, якій було відмовлено у завантаженні на французькі судна в Одесі, була змушена кинути все важке озброєння, броньовики та артилерію та з боями з Одеси у бік Румунії У Дністровського лиману після переправи на територію Бессарабії бригаду взяли на борт французьких суден. Цим самим шляхом з Одеси відступали і польські легіонери. 14 квітня радянські війська взяли Роздільну. Румуни відійшли за Дністер. 18 квітня було взято Овідіополь, а незабаром — Тираспіль.

## Друга радянська влада
Друга радянська влада в місти тривала з 8 квітня по 23 серпня 1919 року, коли війська отамана Григор'єва увійшли до міста.

## Під владою Денікіна
Місто було під владою доброльчої армії з серпня 1919 року по 7 лютого 1920 року
В серпні 1919 року у місто увійшли війська Добровольчої Армії Денікіна. Одеса була включена до складу Півдня Росії як центр Новоросійської області. Главою міста став генерал Шиллінг. Взяття «білими» Одеси призвело до втрати більшовиками, на деякий час більшої частини південно-західних територій.
Наприкінці грудня 1919 року в Одесі розпочався «процес сімнадцяти» — судова епопея над 17 червоними про-радянськими партизанами. Більшовицьке підпілля готувало операцію зі звільнення ув'язнених, проте через низку обставин операція провалилася. 4 січня 1920 року 9 підпільників було засуджено до смертної кари. Наказ був виконаний 6 січня. Імена нині розстріляних висічені на меморіальній дошці на стіні будинку № 44 на вул. Преображенської.
Тим часом у глобальних планах командувача Добровольчої армії генерала Антона Денікіна тоді було захопити Москву. Війська Денікіна змогли прорватися з боями до Києва, Орла, проте виснажена першою світовою армія, яка зазнавала серйозних проблем з провізією та боєприпасами, вже не могла протистояти наростаючим більшовицьким силам, петлюрівцям, махновцям та різномасним бандформуванням того часу. Пізніше більшовики почали вже свій наступ — на південь. Відносини з союзниками по Антанті починали послаблюватися, та й прагматичний інтерес їх був зрозумілий Леніну, чим останній не преминув скористатися.
Таким чином з початку 1920 року залишки добровольчих сил разом із британськими кораблями спішно покидали Одесу, відвозячи з собою представників інтелігенції, а також тих, хто не міг змиритися з більшовицькою владою.
З 7 лютого 1920 року, після взяття міста кавалерійською бригадою Котовського, радянська влада остаточно встановилася в Одесі, що поклало край Громадянській війні в цьому регіоні.
Протягом 1918—1920 років змінилося чимало керівників, одним із них був організатор Червоної гвардії в місті та виконавець червоного терору під приводом боротьби з бандитизмом Павло Мизикевич. Зокрема, влітку 1919 р. за 3 місяці чекістами було розстріляно 2200 осіб (здебільшого без суду і слідства), перед підходом до міста військ Дєнікіна — ще 1300 в'язнів. У помсту за перехід до повстанців вояків ЧУГА (кінна частина Ю. Шепаревича, технічна (саперна) сотня) начальник ЧК Станіслав Реденс наказав арештувати, кинути за ґрати 640 хворих з одеських шпиталів, у тому числі 200 старшин.
Унаслідок численних боїв за місто пережило розруху і часту зміну влади..

## Коментар
1. ↑  Генерал був командирований Денікіним для участі в Яській нараді, минулої 16-20 листопада 1918 року, і після його закінчення залишився в Одесі.